# Bogenjagd

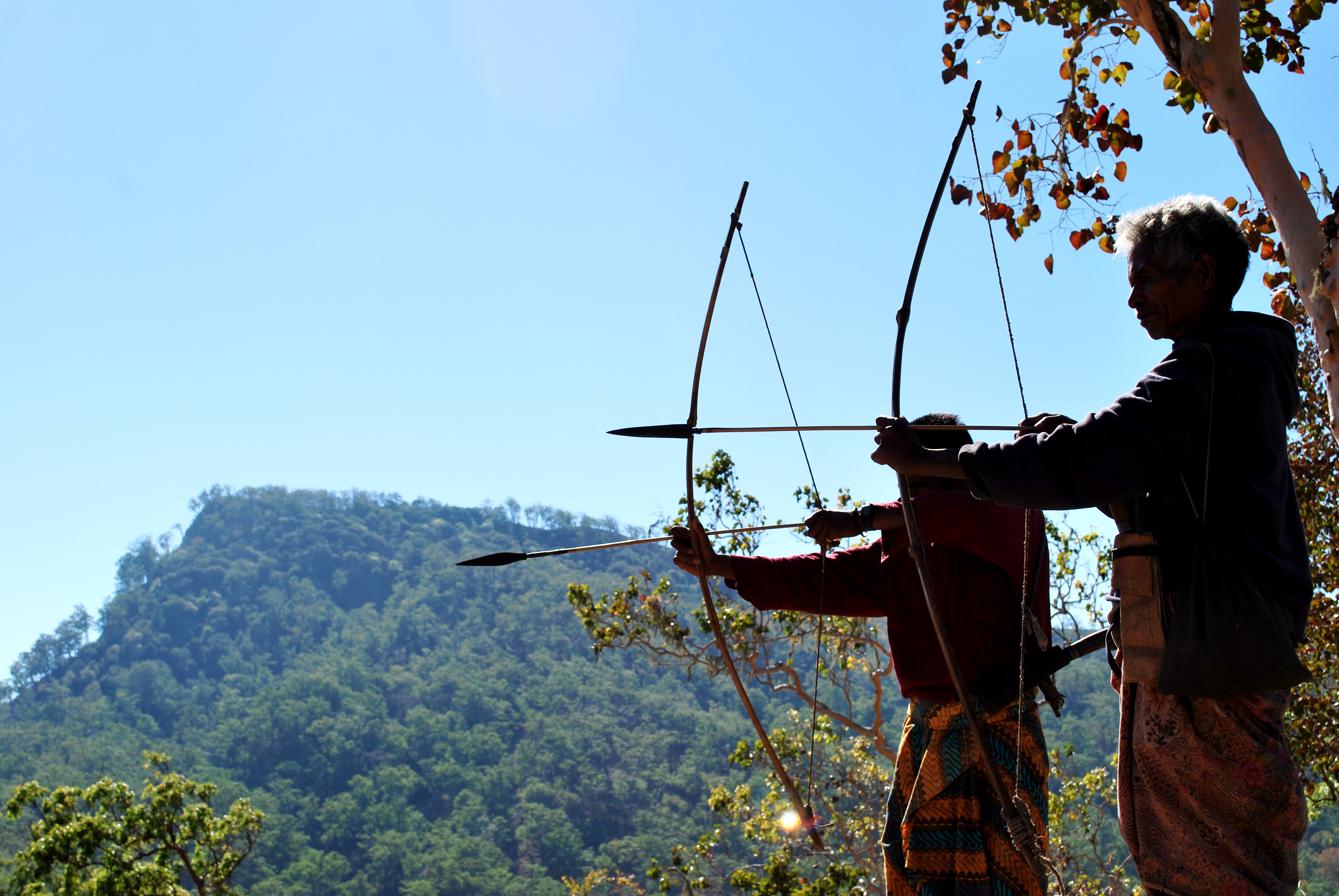
Bogenjäger mit traditionellen Langbögen in Osttimor

Bogenjagd bezeichnet die Ausübung der Jagd mit Pfeil und Bogen. Als eine der ältesten Jagdarten des Menschen wird sie noch heute von Naturvölkern zur Nahrungsbeschaffung betrieben. Die moderne Bogenjagd wird in vielen Staaten Europas und Nordamerikas ausgeführt, unter anderem dient sie auch als Mittel zur Kontrolle von Wildtierpopulationen in Schutzgebieten und im urbanen Raum.

## Geschichte

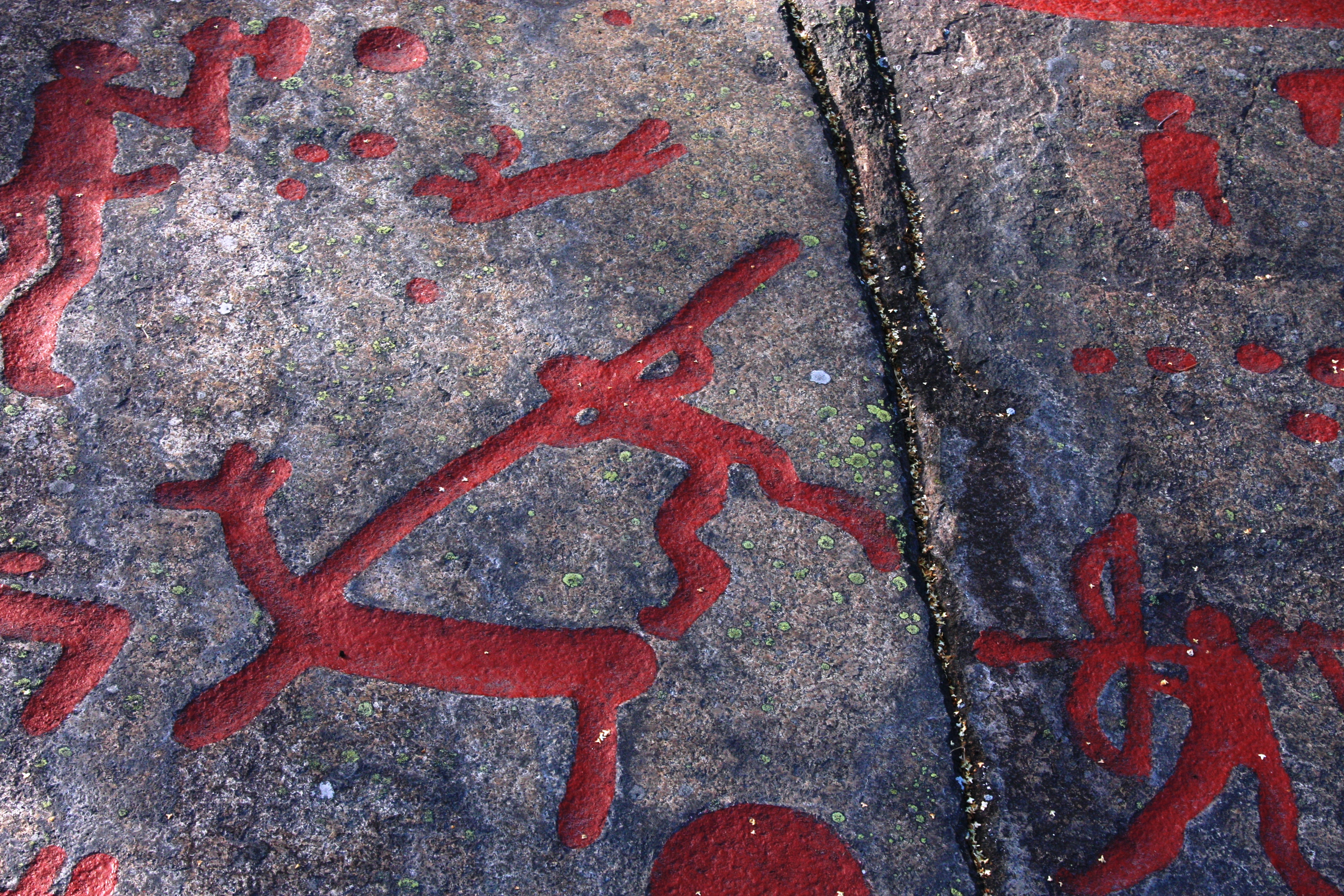
Jagdszene aus der Steinzeit Jäger mit Pfeil und Bogen, Speer.

Der Bogen als Jagdgerät taucht daher immer wieder in unterschiedlichster Ausprägung in vielen Völkern der Erde auf. Er ist auch heute noch wesentlicher Bestandteil des kulturellen Erbes, aber auch integraler Bestandteil der der heutigen Jagd. Zur Geschichte des Bogens und damit auch der Bogenjagd finden sich in Südfrankreich (Lascaux), Spanien (Altamira) und Nordafrika (Uwaynat) viele Höhlenmalereien, die Jagdszenen darstellen, in denen nicht nur einzeln, sondern auch in der Gruppe gejagt wird (heute: Gesellschaftsjagd). Die frühe Jagd mit dem Pfeil und Bogen ist im Wesentlichen ein Abschnitt der Geschichte der Jagd und deren vielfältigen Evolutionsstufen und Varianten.
In Europa gibt es seit dem Solutréen (etwa 22.000 bis 18.000 v. Chr.) gestielte Spitzen aus Feuerstein, die wahrscheinlich Pfeilspitzen waren. Sie können als ältester indirekter Beweis für die Existenz des Bogens und der Bogenjagd gewertet werden. Archäologen vermuten die Wurzeln der Jagd mit Pfeil und Bogen aber deutlich älter, nämlich vor ca. 64.000 Jahren. Das älteste als Bogen interpretierte archäologische Fundstück stammt aus einer Kiesgrube in Mannheim-Vogelstang aus der Zeit des älteren Magdaléniens. Das rund 40 cm lange Fragment eines Kiefernholz-Stabes (Pinus sylvestris) wurde mittels der Radiokohlenstoffmethode (14C) auf ein Alter von 14.680 ± 70 BP datiert (entspricht kalibriert 16.055 ± 372 v. Chr.). Die verwendeten Materialien zur Bogenjagd waren immer abhängig von den in der Umgebung und mit vorhandenem Werkzeug herstellbaren Werkstoffen. So z. B.
- die Art des verwendeten Holzes für Bogen und Pfeilschaft;
- die Sehne, die nicht nur aus Tiersehnen, sondern auch aus Pflanzenfasern bestehen konnte;
- die Jagdspitze, die zunächst aus behauenem Stein z. B. Obsidian, Feuerstein oder hartem Knochen, später auch aus Metall beschaffen war.

## Bogenjagd indigener Völker
Bogenjagd ist bis heute ein essenzieller Bestandteil der Jagd weltweit. Allerdings ist die Ausübung der urtümlichen Form der Bogenjagd durch die Naturvölker zur Nahrungsbeschaffung (Subsistenz-Jagd), aufgrund der Verbreitung von Feuerwaffen, aber auch wegen des massiven Rückgangs von Lebensraum, rückläufig. Dagegen nimmt die moderne Bogenjagd rasant zu. Die Bogenjagd heute noch jagender Naturvölker ist mit ihren Jagdstrategien und mit der Technik des Jagdgerätes in sehr vielen Aspekten vergleichbar mit der Bogenjagd frühzeitlicher Menschen.

## Bogenjagd heute

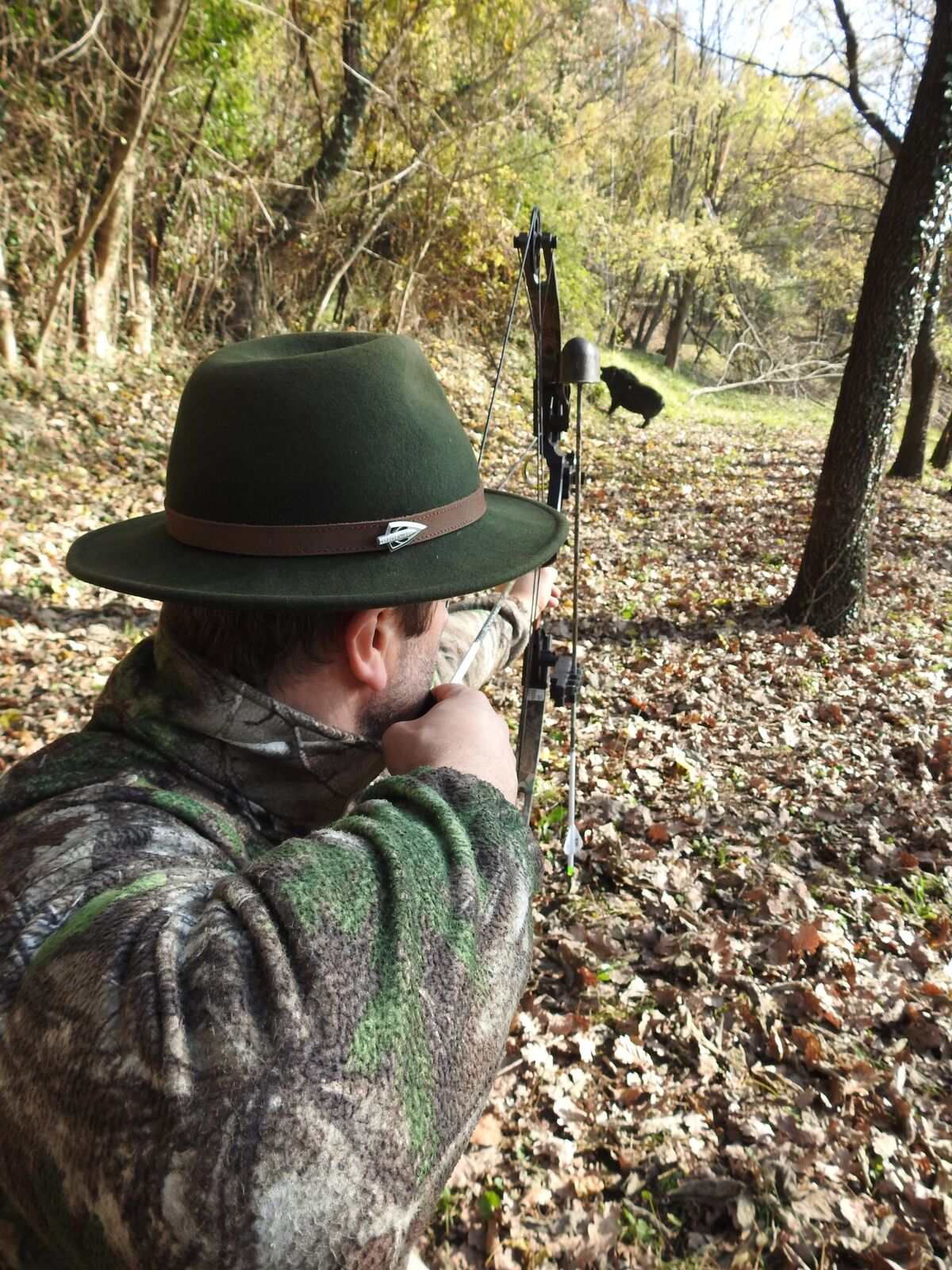
Bogenjäger beim Training

Bogenjäger im Wappen von Etschberg

Die moderne Jagd mit Pfeil und Bogen findet weltweit in immer mehr Ländern wieder statt. Dabei wird auf dieselben Bogentypen zurückgegriffen, die auch beim Sportbogenschießen Verwendung finden und die den heutigen Stand der Technik, sowohl in Materialien, Bauart und Präzision widerspiegeln. Trotz ihrer ähnlichen Bauart gibt es deutliche Unterschiede bei Sport- und Jagdbögen. Nach wie vor bedeutet die Benutzung des Werkzeugs Bogen für den Jäger ein erhebliches Maß an ständigem Training, Abstimmung des Materials und Vorbereitung. Die Verwendung von Zielhilfen (Visieren) wird dabei favorisiert. Ein sehr kleiner Teil der Bogenjäger benutzt sogenannte Blankbögen ohne Visier, die aber ebenfalls ihre Vorteile haben und ähnlich wie die Flinte bei Flugwild- oder Hasenjagd, eine schnelle, instinktive Zielerfassung erlauben. Unter den Visierbögen wiederum wird fast nur noch der in den 1960er Jahren entwickelte und 1969 in den USA patentierte Compoundbogen verwendet. Dieser führt zu einer besseren Handhabbarkeit und Präzision.
Insbesondere auch wegen dieses technischen Fortschrittes in der Bogentechnik zieht die Jagd mit dem Bogen zunehmend mehr Menschen weltweit an. Vorreiter sind hier ganz klar die USA, mit annähernd 12 Mio. Jägern, die vornehmlich den Bogen zur Jagd nutzen. Der entsprechende Industriezweig erwirtschaftete 2015 einen Umsatz von mehr als 55 Mio. USD. In Europa lassen zunehmend mehr Länder die Bogenjagd zu. Mit der Freigabe der Jagd mit Pfeil und Bogen in der Russischen Föderation im Jahr 2019 wurde die größte Landfläche Europas für die Bogenjagd zugänglich. Damit machen auch immer mehr Jäger den Bogenjagdschein.

## Bogentypen für die jagdliche Nutzung
Ein wesentlicher Faktor für die Entwicklung der Bogenjagd weltweit ist die rasant fortschreitende, technologische Entwicklung des Jagdbogens, des Jagdpfeils sowie der jagdlichen Hilfsmittel seit den 1950er Jahren. Im Bereich der Bogenjagd wird zwischen traditionellen Bögen „Tradis“ und den moderneren Compoundbögen unterschieden.

### Langbogen

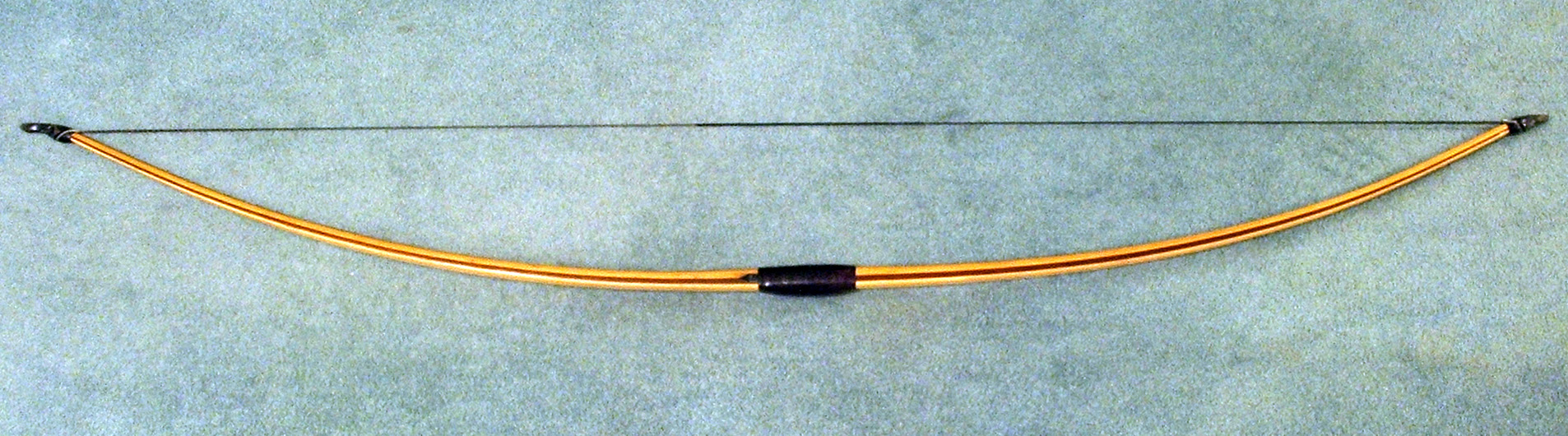
Langbogen (Tradis)

Der Langbogen ist für jagdliche Zwecke schwieriger anzuwenden, als Recurvebögen oder Compoundbögen. Ein Nachteil ist seine Größe, was die Verwendung von Hochsitzen umständlich macht. Ebenso ist im Vergleich zu den anderen Bögen die Energieausbeute geringer, weswegen mit höherem Zuggewicht geschossen werden muss, um annähernd gleiche Ergebnisse zu erzielen. Ebenso ist ein intensives Training notwendig, um die notwendige Präzision auf kürzeren Distanzen zu erzielen.

### Recurvebogen

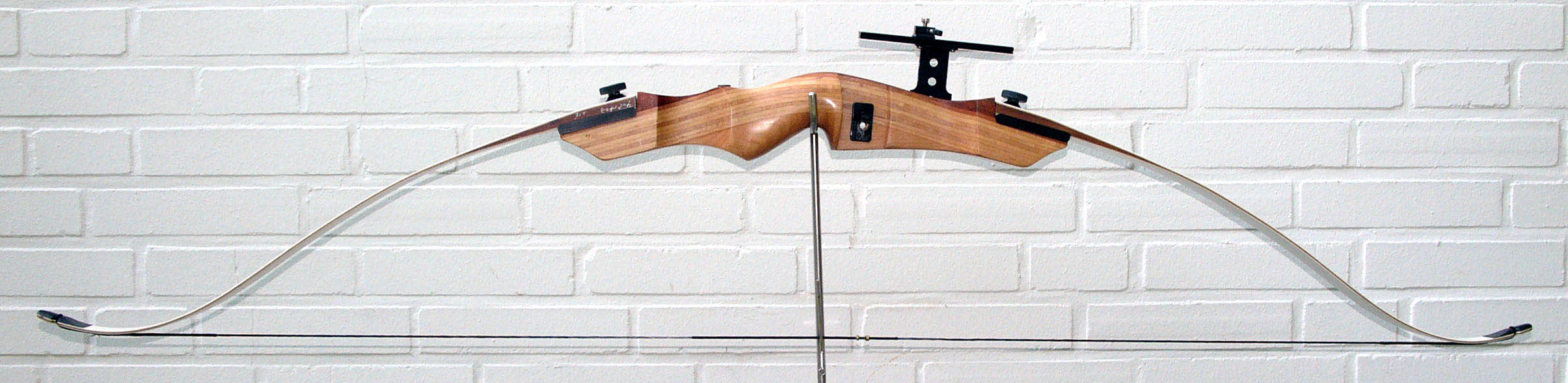
Recurvebogen

Der Recurvebogen kompensiert den energetischen Nachteil des Langbogens, indem er durch die zurückgebogenen Wurfarme (Recurve) den Pfeil kurz vor Verlassen der Sehne noch einmal kurz beschleunigt. Er ist dadurch unter den traditionellen Bögen der am häufigsten von Bogenjägern verwendete Jagdbogen.
Wie auch der Langbogen wird der Recurvebogen im jagdlichen Einsatz meist instinktiv ohne Visierung geschossen. Seine Verwendung erfordert ebenfalls ein hohes Maß an Training.

### Compoundbogen

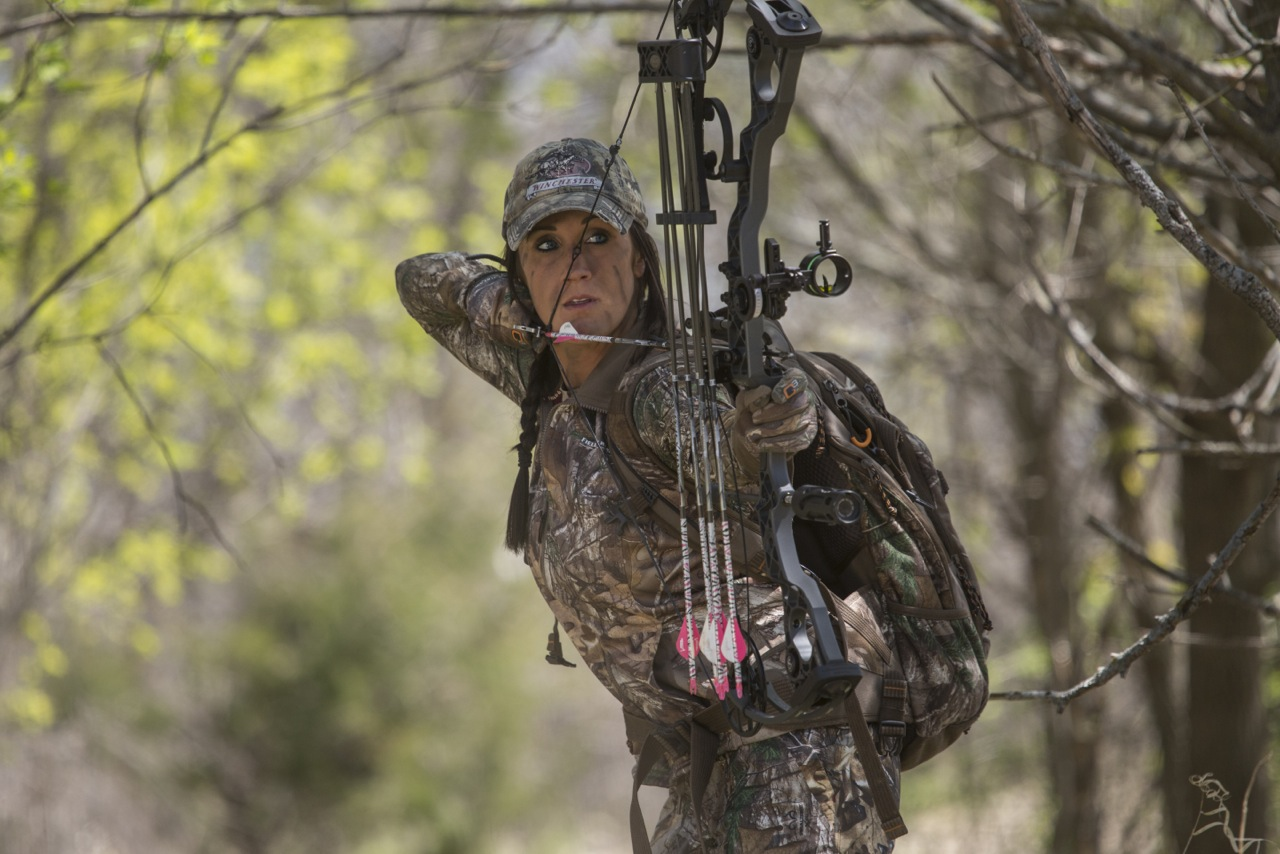
Bogenjägerin mit Jagd-Compoundbogen

Die Entwicklung des Compoundbogens durch Holless Wilbur Allen im Jahr 1966 hat die Bogenjagd revolutioniert. Dieses Konzept erlaubt es, Pfeile mit größerer Geschwindigkeit und höherer Präzision zu verschießen. Seine Bauart mit den exzentrisch gelagerten Rollen an den Wurfarmenden ergibt eine Hebelwirkung, deren Kraft/Weg-Verhältnis sich während des Ziehens der Sehne dynamisch verändert. Somit kann erheblich mehr Energie als beim Bogen mit klassischen Wurfarmen gespeichert werden. Gleichzeitig kann durch die Umlenkrollen die Endhaltekraft vermindert werden.
Moderne Compoundbögen machen mit entsprechenden Zuggewichten und Jagdpfeilen mit Gewichten von 400 Grain (25,91 Gramm) Geschwindigkeiten bis zu 320 FPS = „Feet Per Second“ (97,44 Meter pro Sekunde oder 351,13 Kilometer pro Stunde) möglich. Durch die bauartbedingte Zuggewichtsreduktion im „Anker“ kann der Compoundbogen viel länger im gespannten Zustand, auch bei jagdlich hohen Zuggewichten zwischen 50 und 90 Pfund (22,68 bis 40,82 Kilogramm), gehalten werden. Er ermöglicht so ein genaues Anvisieren des Ziels durch die am Bogen montierte Visiereinrichtung.
Ein weiterer Vorteil heutiger Jagdcompoundbögen ist die geringe Größe von 30 bis ca. 35 Zoll (76,20 bis 88,90 Zentimeter), wodurch sich seine Handhabung, z. B. auf dem Treestand, beziehungsweise Hochsitz deutlich vereinfacht. Diese technischen Verbesserungen haben den Bogen als Jagdgerät attraktiv gemacht.

## Bogenausstattung für die jagdliche Nutzung

### Abzugsvorrichtungen „Release Aid“

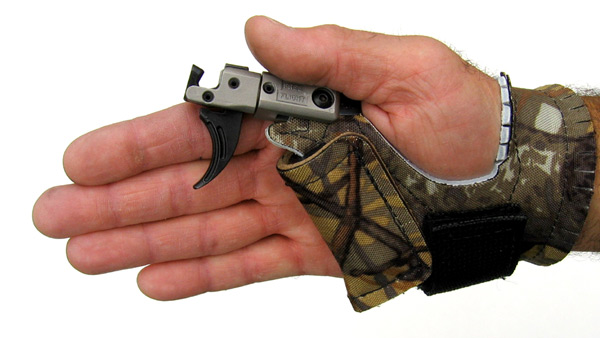
Abzugsvorrichtung Handschlaufenrelease
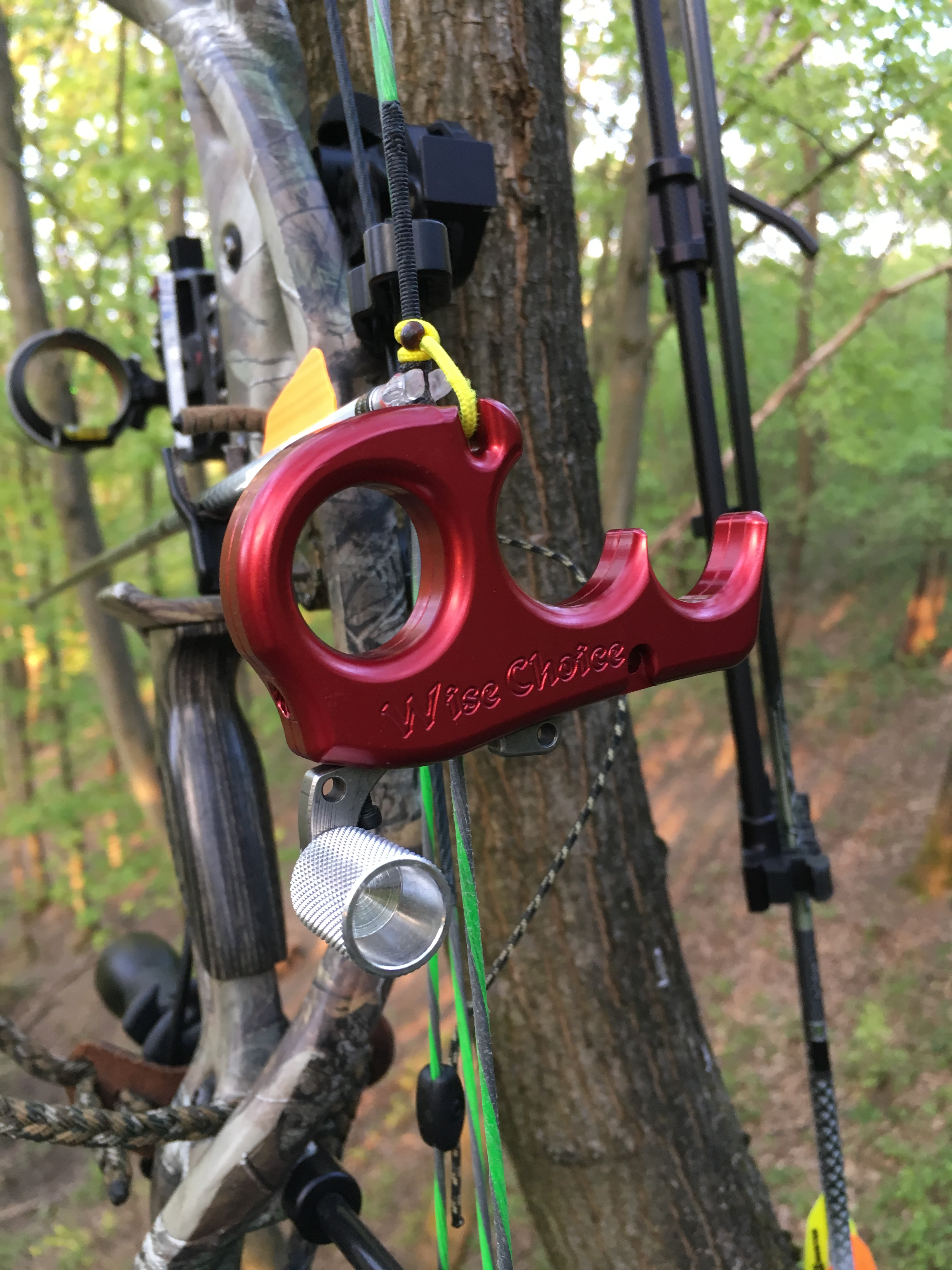
Daumenrelease (rot), Loop (gelb)

Die Aufgabe einer Abzugsvorrichtung ist es, den Auslösevorgang für den Schuss wiederholbar und genau zu machen. Releases verringern die seitliche Streuung, welche bei traditionellen Schießtechniken durch das seitliche Ablassen der Sehne mit den Fingern verursacht wird.
Jagdtaugliche Abzugshilfen sind robust und einfach in das „Loop“ einzuhaken und auszulösen. Ebenso können sie mit Handschuhen bedient werden. Die meisten Jagdreleases sind Handschlaufenreleases.

### Visiereinrichtungen

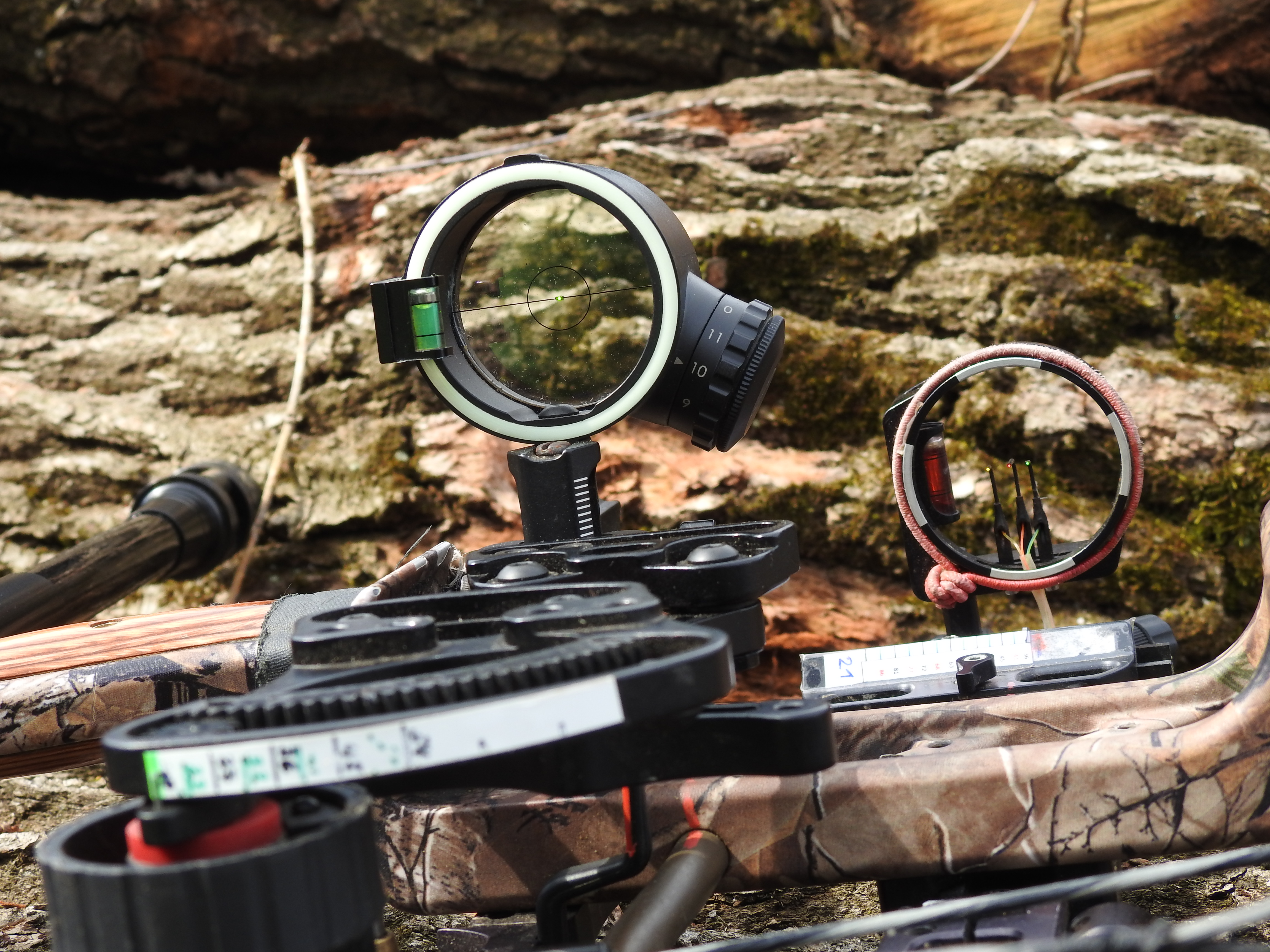
Visier Singlepin und Hybrid Multipin

Die Aufgaben einer Visiereinrichtung beim jagdlich genutzten Bogen sind die Erhöhung der Treffergenauigkeit sowie die Wiederholbarkeit des Schusses in jagdlichen Situationen. Für Bögen gibt es eine Vielzahl an Visieren. Die meisten verfügen über einen Diopter mit einer Lochscheibe (Peep – nahe dem Auge in die Sehne eingebunden) und einen Korntunnel (am Bogen). Das Peep ist in der Bogensehne fest montiert.
Jagdvisiere können als Multipin-, Singlepin- oder Hybridvisier ausgeführt sein. Das „Multipinvisier“ hat in der Regel drei bis fünf Zielstachel, die auf verschiedene Distanzen eingeschossen werden. Der Vorteil des Multipins ist das schnelle Anvisieren des Ziels auch bei wechselnden Entfernungen.
Beim „Singlepin“ wird mittels Skala und Stellrad der einzige, mittig stehende Visierpunkt auf die gewünschte Entfernung eingestellt. Mit dem „Singlepin“ kann auch auf weitere Distanzen auf den Meter genau anvisiert werden, allerdings lässt sich der Visierpunkt bei bereits gespanntem Bogen nicht mehr verstellen.
Das „Hybridvisier“ verfügt sowohl über mehrere Zielstacheln (Pins) als auch über zusätzliche Verstellmöglichkeiten eines einzelnen Pins oder des gesamten Korntunnels. Mit dem Hybrid werden die Vorteile beider vorher genannter Visiere vereint, jedoch ist die Handhabung etwas komplexer.
Ferner gibt es Visiere mit Vergrößerungslinsen, die bei der Jagd allerdings Umwelteinflüssen wie Regen und Frost ausgesetzt sind und damit die Jagd behindern können.

### Geräuschdämpfer

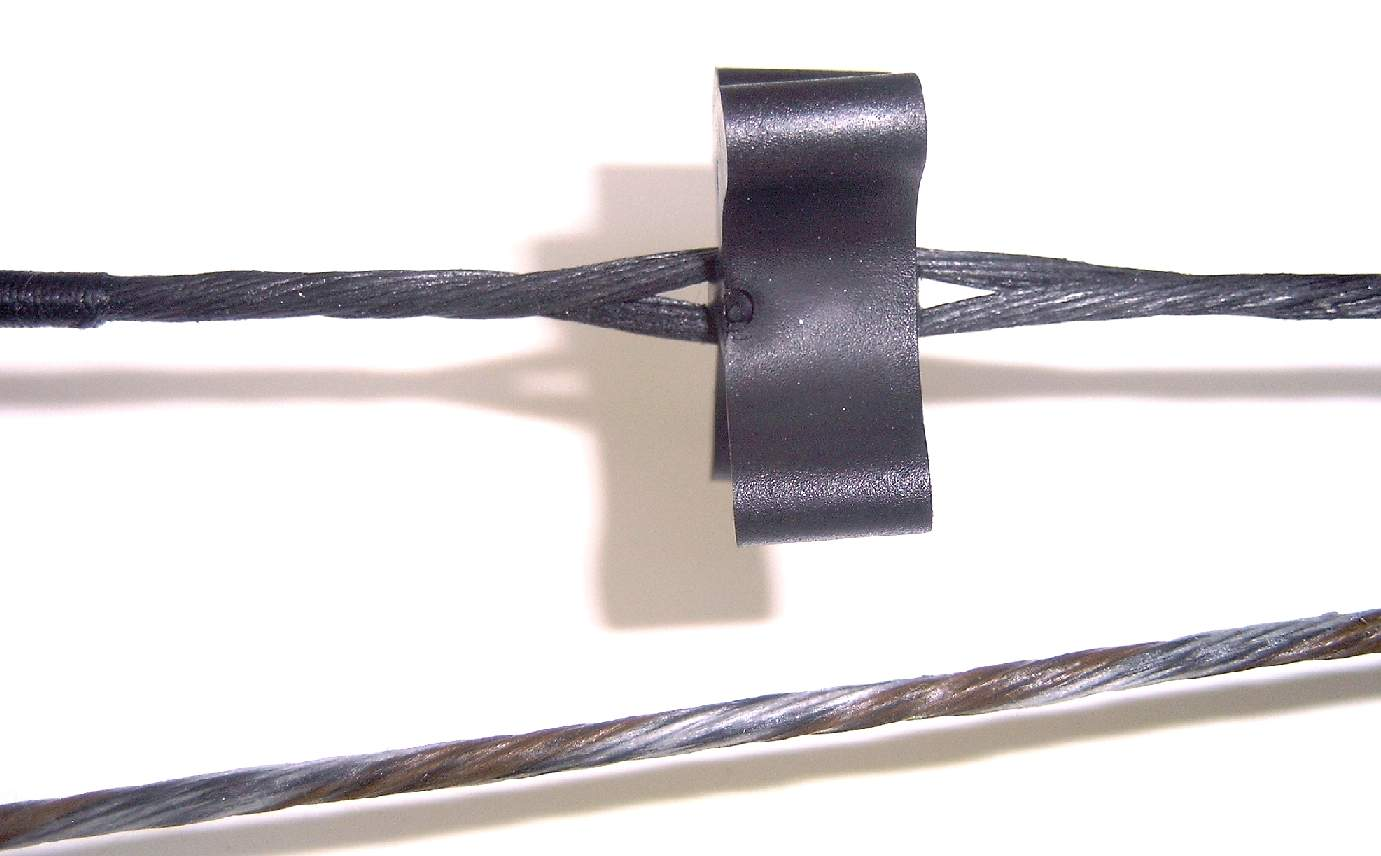
Silencer in der Bogensehne neben einer „Zebrasehne“

In die Bogensehne können Geräuschdämpfer (auch als Silencer bekannt) eingezogen werden. Mit diesen Silencern wird eine schnellere Beruhigung der Sehne erreicht und gleichzeitig das „Pfeifgeräusch“ der vorschnellenden Sehne gemindert, aus dem singenden „plonnngggg“ wird ein trockenes „flobb“. Jagdlich ist das besonders wichtig, da mit diesen Geräuschdämpfern die Lärmemission des Bogens und damit die Fluchtreaktion des Wildes für die Jagd günstig beeinflusst werden kann.
Es gibt verschiedene Ausführungsvarianten:
- aus Fleece-Stoff, 2 quadratische Hälften in der Mitte vernäht u. auf 5-mm-Streifen aufgeschnitten.
- aus Wollfäden, den sogenannten „Puffs“, „Cat Whiskers“
- aus Leder- bzw. Fellstücken (Biberfellen) „Beaver Puffs“
- aus Kunststoff, oder Gummiformteile „Brush Buttons“

## Jagdpfeil

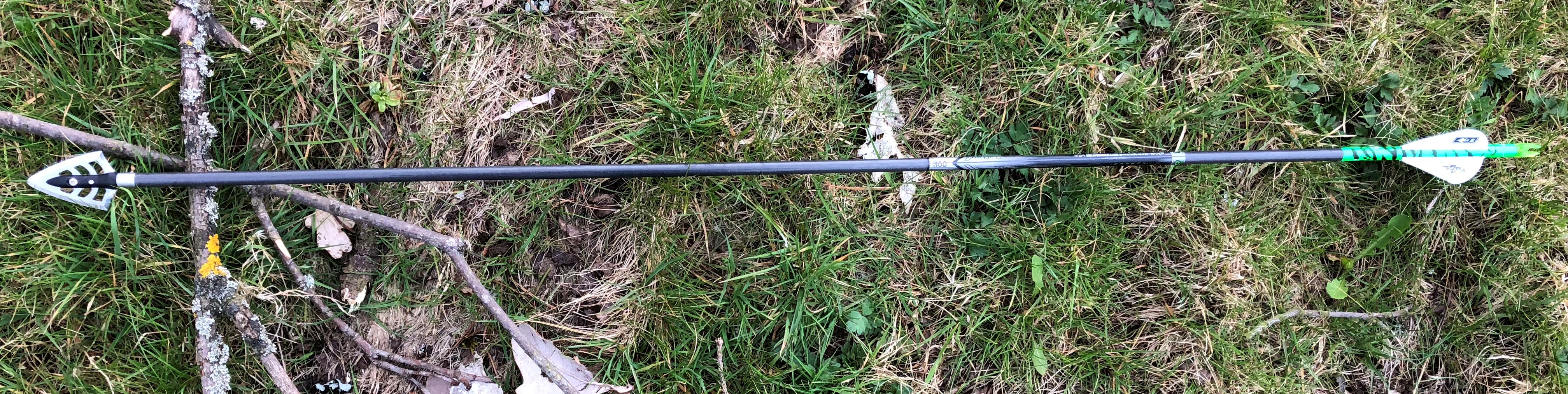

Dem Jagdpfeil, also dem Projektil des Jagdbogens, kommt eine besondere Bedeutung bei der Bogenjagd zu. Er entscheidet wesentlich, wie genau die Schüsse reproduziert (Innenballistik/Außenballistik) werden können: Ebenso beeinflusst er die Durchschlagsleistung (Zielballistik, Terminal Ballistik).
Die wesentlichen Bauteile des Jagdpfeils sind:
- Pfeilschaft
- Befiederung
- Nock[36]
- Inserts
- Jagdspitze

### Pfeilschaft
Der Schaft des Jagdpfeils ist einer besonderen Beanspruchung ausgesetzt. Er muss einerseits einen präzisen Pfeilflug gewährleisten und anderseits nach dem Auftreffen die kinetische Energie auf die Jagdspitze übertragen. Dabei wirken oft hohe Kräfte. Die richtige Kombination aus Gewicht, Bruchsicherheit, Elastizität und Steifigkeit ist entscheidend für die Penetration. Ebenso muss der Schaft unempfindlich gegen Witterungseinflüsse sein und besteht deshalb aus Carbon oder Kombinationen aus Carbon und Aluminium. Der Schaftdurchmesser hat nach einem Treffer Einfluss auf die Eindringtiefe (Penetration). Die besten Penetrationswerte erzielen Schäfte, die einen dünneren Außendurchmesser als die Fassung (sogenannte Ferrule) der Jagdspitze aufweisen.

### Befiederung
Die Aufgabe der Befiederung ist die Stabilisierung des Pfeilfluges. Eine schräg zur Schaftachse angebrachte Befiederung (Offset oder spiralförmig-helical) gewährleistet bei feststehenden Jagdspitzen einen stabilen Pfeilflug, da sie den Pfeil gleich nach Verlassen der Sehne in eine Drallbewegung versetzt. Die Befiederung, im englischen „Vanes“ genannt, und die Art wie man sie anbringt erhöht also die Präzision des Jagdpfeils.
Jagdpfeile können mit Naturfedern, meist Truthahn oder mit Vanes aus Kunststoff befiedert werden. Naturfedern sind elastisch und verzeihen Kollisionen während des Abschusses oder während des Fluges (zum Beispiel mit Ästen oder Gräsern) leichter als Kunststoffvanes, allerdings sind sie sehr empfindlich gegen Nässe.

### Inserts
Die Inserts sind die Verbindungselemente zwischen Pfeilschaft und Jagdspitze. Ihre Aufgabe ist zum einen durch ihr Gewicht die ballistischen Eigenschaften des Jagdpfeils günstig zu beeinflussen und in einem Baukastensystem modular die Jagdspitzen austauschbar zu machen. Dadurch kann der Jäger die Wirkung des Pfeils, der entsprechenden jagdlichen Herausforderung, zum Beispiel Schalenwild, Niederwild, Hochwild und andere durch Wechsel der Jagdspitzen oder der Schafttypen anpassen.

### Nock

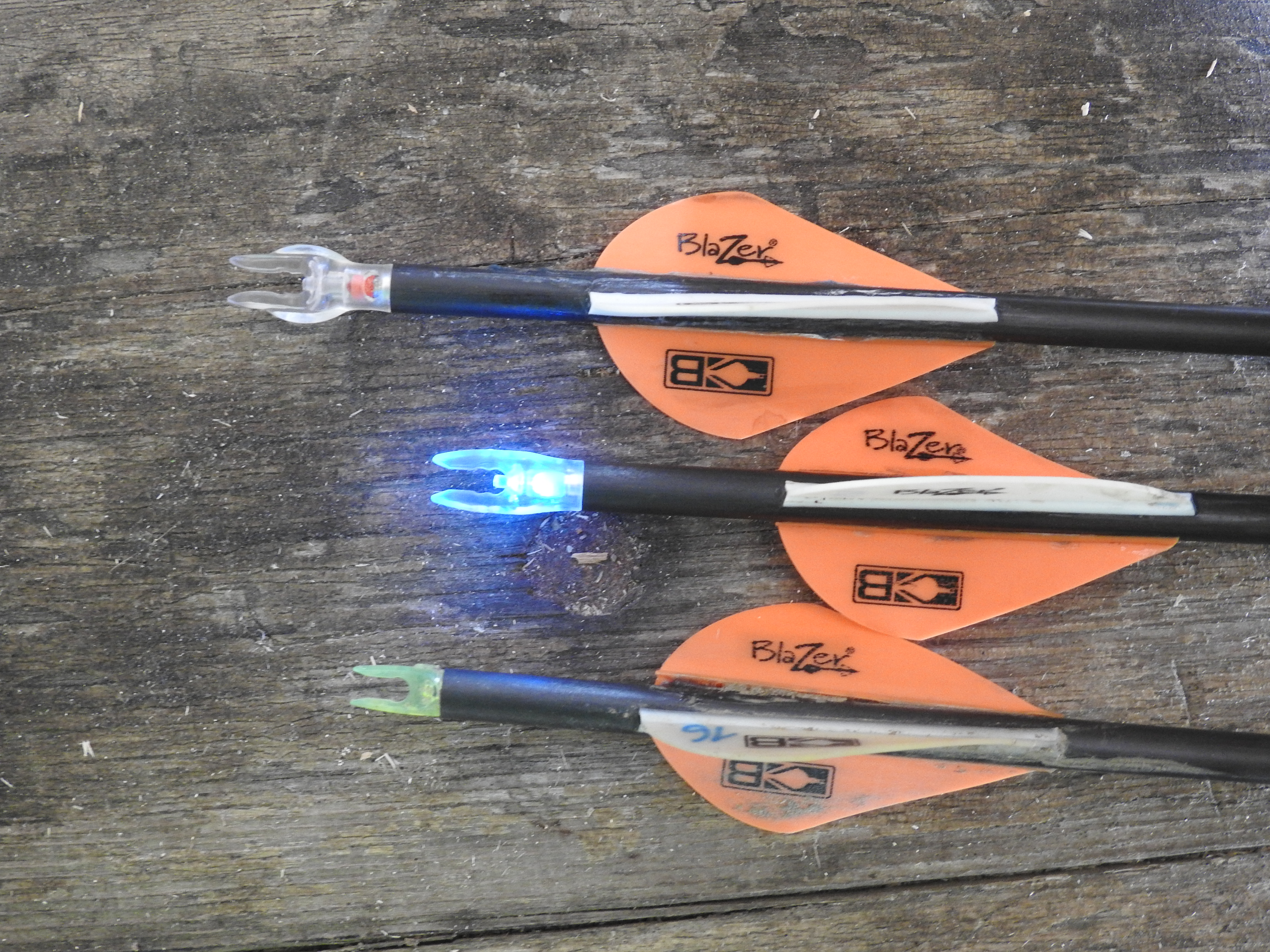
Von Oben nach Unten: Leuchtnock ausgeschaltet, Leuchtnock eingeschaltet, normale Nock

Die Nock ist das Verbindungselement des Jagdpfeils mit dem Bogen. Sie sichert durch das „einnocken“ die Position des Pfeils an der korrekten Stelle der Bogensehne und sorgt für die Kraftübertragung von der Sehne auf den Pfeil. Durch die meist höheren Zuggewichte von Jagdbögen im Vergleich zu Sportbögen und die oft widrigen Witterungsumstände (Frost, UV-Bestrahlung) werden auch an die Nocken höhere Anforderungen gestellt als im Sportbereich.
Eine Besonderheit bei der Bogenjagd sind Leuchtnocken mit kleinen LED-Lämpchen, die durch den Druck der Sehne beim Abschuss oder magnetisch aktiviert werden. Dadurch kann der Pfeilflug und die Trefferlage besser verfolgt und beurteilt werden.

### Jagdspitzen „Broadheads“

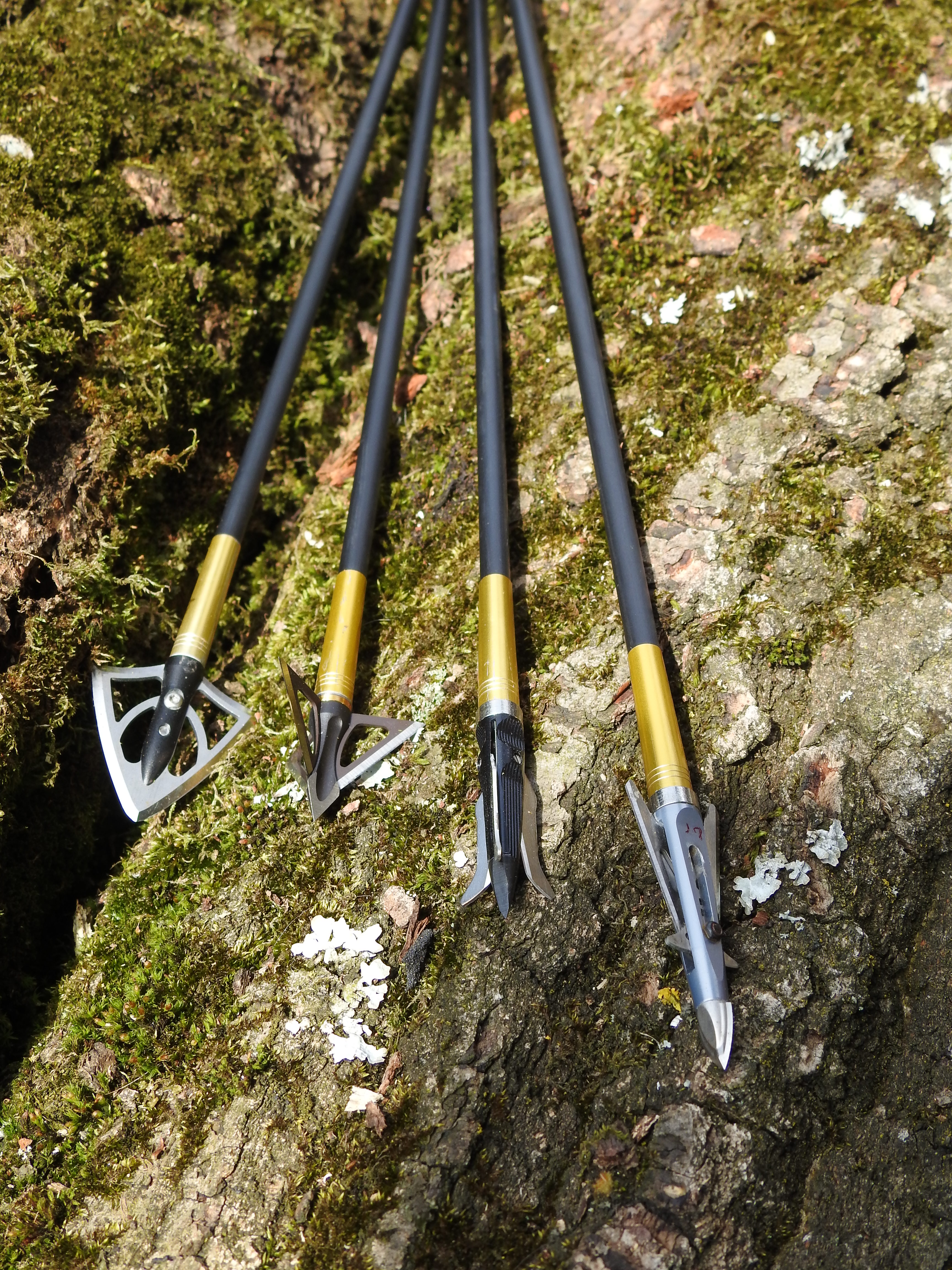
Feststehende und mechanische Jagdspitzen

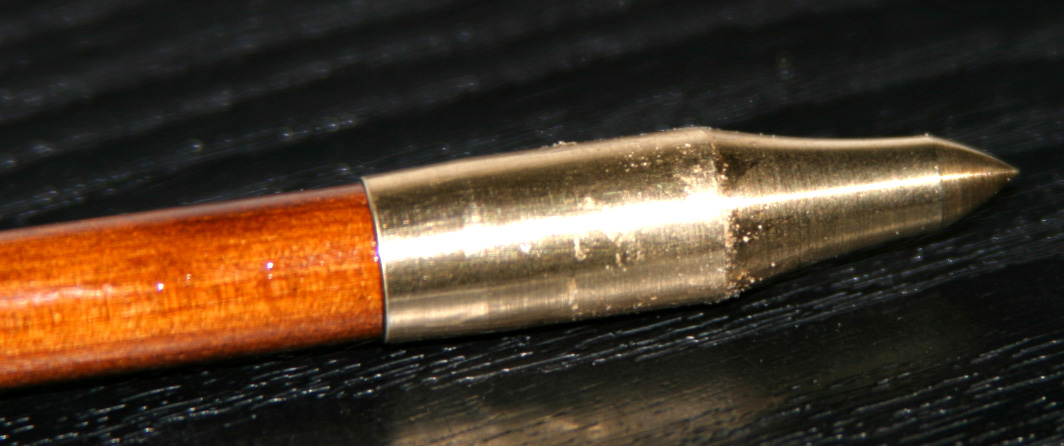
Feldspitze zum Training und für den sportlichen Einsatz

Die wichtigste Unterscheidung zum Pfeil des Sportschützen, welcher mit einer sogenannten „Feldspitze“ versehen ist, ist beim Jagdpfeil die Jagdspitze. Diese wird im englischen „Broadhead“ genannt. Diese besteht normalerweise aus gehärtetem Stahl und muss scharf geschliffen sein um einen sauberen Schnitt zu gewährleisten.
Grundsätzlich werden unter den „Broadheads“ feststehende (fixed) und mechanisch ausklappende „mechanical“ Jagdspitzen unterschieden.
Feststehende Jagdspitzen werden für die Jagd auf starkes Wild (Schwarzwild, Rotwild und andere) auf relativ kurze Distanzen verwendet und mechanische Jagdspitzen oft für schwächeres Wild. Sowohl bei fixen wie auch mechanischen Spitzen gibt es „Single Blade Broadheads“ (eine Klinge mit zwei Schneiden) und Mehrschneider, also Jagdspitzen mit eben mehr als zwei Schneiden.
Die besten Penetrationsergebnisse werden mit der Klinge mit zwei Schneiden erzielt. Die vorhandenen Hindernisse, wie dicke Schwarte, Knochen, Sehnen und Organe werden von der Klinge nur einmal geschnitten, wodurch der Eindringwiderstand und die Reibung im Ziel deutlich geringer sind, als bei Jagdspitzen mit mehr als zwei Schneiden.
Der wesentliche Vorteil von mechanischen Spitzen besteht darin, dass sie durch die geringe Windangriffsfläche im geschlossenen Zustand in ihrem Flugverhalten z. B. bei Seitenwind kaum beeinflusst werden und somit annähernd gleich wie Feldspitzen fliegen. Damit werden der Trainingsschuss mit Feldspitze und der jagdlich abgegebene Schuss mit Jagdspitze vergleichbarer in der Trefferlage. Im Idealfall muss die Trefferlage beim Wechsel zwischen Jagd und Trainingsspitzen dann nicht nachjustiert werden.
Eine mechanische Jagdspitze erfährt einen Energieverlust beim Auftreffen auf den Wildkörper, welcher bei der mechanischen Öffnung der Spitze entsteht. Auch sind mechanische Jagdspitzen bauartbedingt fragiler. Daher kann es bei harten Treffern zur Beschädigung der Jagspitze selbst kommen. Der Winkel der Klingen am Pfeil und deren projizierte Fläche auf das Ziel haben einen wesentlichen Einfluss auf das Penetrationsverhalten. Grob kann als Faustregel aufgestellt werden, dass je spitzer der Winkel und je geringer die projizierte Fläche der Jagdspitze, umso leichter die Penetration bei einem Treffer ohne seitliche Belastung der Klinge.

## Jagdpfeil und Jagdspitze

### Durchschlagsleistung des Jagdpfeils
Ein Jagdpfeil hat ein sehr hohes Penetrationsvermögen.
Typische dynamische Daten eines Jagdpfeils sind: V0 = 62,5 m/s und einer Masse m = 44 Gramm (681 Grain).
Hieraus berechnet sich die kinetische Energie mit der Formel {\displaystyle E_{\mathrm {kin} }={\frac {1}{2}}mv^{2}} sowie dessen Moment {\displaystyle {\vec {p}}=m\cdot {\vec {v}}}.
Damit ergibt sich eine Ekin = 86 [J], sowie ein Moment {\displaystyle {\vec {p}}}= 2,67 [Kgm/s].
Im Vergleich zur Gewehrkugel für die Büchsenjagd ist dies eine geringe kinetische Energie. Der Impuls {\displaystyle {\vec {p}}} des Jagdpfeils, gebildet aus dem Produkt seiner Masse und seiner Geschwindigkeit bei gleichzeitig geringer Auftrefffläche führt in der Regel zu einem glatten Durchschuss des getroffenen Körperteils. Die Durchschlagsleistung oder auch Tiefenwirkungspotential genannt, bezieht der Jagdpfeil in erster Linie aus seiner Masse. Aber es sind auch die Gewichtsverteilung (Forward of Center = FOC), die Effizienz der Jagdspitze, sowie der Reibung am Pfeilschaft von Bedeutung.
Meist gelingt ein glatter Durchschuss und es sind am Anschuss in der Regel sehr gute Schusszeichen (Pirschzeichen) vorhanden. Dies erleichtert eine eventuelle Nachsuche erheblich. Sehr häufig fällt das Wild auf Sicht, da der Pfeilschuss einen vergleichsweise geringen Fluchtreflex (siehe auch Schmerzempfinden unten) auslöst und der Tod sehr rasch eintritt.
Auch wenn bei (Rippen)-Knochentreffern auf der Einschussseite ein Teil der Energie des Pfeils für das Durchschlagen des Knochens verbraucht wird, ist das verbleibende Moment in der Regel dennoch ausreichend, um den Jagdpfeil durch den restlichen Wildkörper, meist mit vollständigem Austritt des Pfeils =Durchschuss, zu treiben. Bei Schüssen schräger von hinten (Quarter away) kommt es vor, dass der Pfeil auf der gegenüberliegenden Körperseite durch starke Schultergelenksknochen gestoppt wird. In diesem Fall hat aber die Jagdspitze bereits die notwendige Schneidwirkung erbracht.

### Zielballistische Wirkung des Jagdpfeils
Der Schuss auf ein dem Jagdrecht unterliegendes Tier soll die schnellstmögliche Immobilisation (kurze Fluchtstrecke) und einen raschen Tod herbeiführen. Der Schütze zielt auf den zentralen Teil des Brustkorbes (Thorax), wo sich das Herz, große Gefäße und die Lunge befinden. Eine Verletzung der großen intrathorakalen Gefäße (Aorta, Vena pulmonalis, Arteria pulmonalis, Hohlvene) oder sogar des Herzens führt zu einem akuten Blutverlust, der einen Volumenmangelschock und einen abrupten Abfall des Blutdruckes zur Folge hat. Dies wiederum vermindert den Sauerstofftransport im Körper, insbesondere im Gehirn.
Aus tiermedizinischen Studien weiß man, dass das Herz eines 70 kg starken Wildes pro Schlag etwa 140 bis 200 ml Blut pumpt. Bei einem akuten Blutverlust von etwa 30 % tritt Bewusstlosigkeit, ab 40 % tritt der Tod ein. Bei einer Gesamtblutmenge von etwa fünf Litern errechnet sich nach zehn Schlägen der Verlust von zwei Litern (40 %) Blut. Wenn man eine Herzfrequenz von etwa 70 Schlägen pro Minute zu Grunde legt, kann man sich die äußerst kurze Überlebensdauer verdeutlichen.
Die Verletzung des Brustkorbes (Thorax) vermindert den Unterdruck zwischen Lunge und Brustwand, was ein Kollabieren der zwei Lungenflügel verursacht. Es resultiert ein Pneumothorax. Dieser wiederum verhindert die Belüftung der Lunge (äußere Atmung) und somit den Austausch von Sauerstoff gegen Kohlendioxid. Die Kombination der zwei Verletzungsmuster potenziert die jeweiligen Wirkungen und führt durch den zentralen Sauerstoffmangel (Hypoxie (Medizin)) innerhalb kürzester Zeit zum Verenden des Tieres (Blutdruckabfall -> Bewusstlosigkeit -> Exitus).
Die Dänische Verwundungsstudie Bogenjagd zeigt, dass erfahrene Bogenjäger diesen Treffer in über 85 % realisieren können. Damit unterscheidet sich die finale Wirkung des Jagdpfeils nicht von der eines Kugelgeschosses aus einer Schusswaffe. Die Funktionsweise ist jedoch eine völlig andere. Der Pfeil durchdringt das Wild und das Ergebnis ist eine „Stichwunde“, wie sie auch beim Abfangen von waidwundem Wild mit der Saufeder oder der Blankwaffe entsteht.
Der Gewehrschuss erreicht seine Wirkung durch ein mit sehr hoher Geschwindigkeit auftreffendes, stumpfes und sich zerlegendes/splitterndes oder verformendes Projektil. Der Kraftstoß des Geschosses verrichtet im Ziel Arbeit, wobei er dazu von der Bewegungsenergie zehrt. Der Staudruck über die Bugfläche ist seine Antriebskraft. Diese wächst nur einfach mit der Fläche, aber quadratisch mit der Geschwindigkeit. Deshalb ist die Geschossgeschwindigkeit beim Kugelschuss so wichtig (Ballistik). Der Treffer eines Jagdgeschosses führt zu einer großflächigen Überdehnung und Gewebezerreißung sowie zur Beaufschlagung der Schmerzrezeptoren (Nozizeptorenschmerz) des gesamten Körpers durch hydrodynamischen Druck.
Der Jagdpfeil hingegen verursacht mit vergleichbar geringer Energie einen bis zu 5 cm breiten durchgängigen Wundkanal mit zwei gleich großen Öffnungen auf Ein- und Ausschussseite mittels der scharfen Schneiden der Jagdspitze. Eine weitere Besonderheit beim Treffer auf Wild mit dem Pfeil ist, dass der Pfeil beim Durchdringen des Wildkörpers in seiner Integrität erhalten bleibt. Bei Steckschüssen kann somit das gesamte Projektil rückstandslos aus dem Wildbret entfernt werden. Bricht ein Pfeil im Wildkörper, können die großen Bruchstücke ebenfalls leicht entfernt werden. Die Materialien der Pfeile sind in ihrer Produktform ungiftig.
Auch zieht der Pfeil nur wenig Fell oder im Fell befindliche Verschmutzungen in die meist stark blutende Wunde. Damit ist bei ungenauen Treffern das Infektionsrisiko für das Wild geringer und die Ausheilung der nicht-tödlichen Wunde kann schneller vorangehen.

### Schmerzempfinden durch die „Stichverletzung“ mit dem Jagdpfeil
Beim Treffer mit einer Jagdspitze handelt es sich im Grunde um eine Stichverletzung, welche mit einer sehr hohen Geschwindigkeit ausgeführt wird. Mit Einschränkung vergleichbar mit dem Abfangen von waidwundem Wild mit der blanken Waffe, wie Saufeder oder Hirschfänger.
Das Schmerzempfinden von Wildtieren ist sehr schwierig zu erfassen, auch der direkte Vergleich mit Menschen hinkt, da Schmerzempfindlichkeit subjektiv und auch kulturell sehr unterschiedlich ausgeprägt ist. Es können daher nur Ableitungen/Hypothesen gebildet werden, welche Annahmen über das Schmerzempfinden zulassen. Zwangsläufig behilft man sich auch wissenschaftlicher Erkenntnisse aus der Humanmedizin. Medizinisch vereinfacht dargestellt, korreliert die Menge an Schmerzrezeptoren mit der Menge des Körpergewebes und der Art des Gewebes. Das heißt, je mehr Gewebe zerstört wird, umso intensiver wird Schmerz empfunden. Die Zerstörung des umgebenden Gewebes beim Treffer mit einer Jagdspitze ist verhältnismäßig gering, was eine geringe Schmerzauslösung erwarten lässt.
Beim Treffer mit einer scharfen Jagdspitze entsteht ein durchgängiger Schnittkanal. Das bedeutet die Jagdspitze schneidet wie ein scharfes Skalpell nur einen kleinen Flächenbereich des Gewebes, womit nur wenige mechanosensible Nozizeptoren aktiviert werden. Die vom Schusskanal abgelegenen Organe im Körper und deren Schmerzrezeptoren werden dabei nicht tangiert. So kommt es hypothetisch zu einem geringen Schmerzreiz, der an das Gehirn weiter geleitet wird. Die Schmerzübertragung beginnt, wenn ein Reiz ausgeübt wird, der einen so genannten Schwellenwert übersteigt. Bei einer Schürfwunde beispielsweise werden auf einer relativ großen Fläche die Nozizeptoren gereizt und zur Weiterleitung angeregt, genauso ist es z. B. bei einer Prellung oder Druckschmerz durch stumpfes Eindringen eines Projektils in einen Körper.
Wir alle kennen aus eigener Erfahrung, wenn man sich unbeabsichtigt oder gar zunächst unbemerkt mit einem sehr scharfen Messer/Gegenstand schneidet. Dabei ist die Schmerzempfindung im initialen Moment des Schnittes impulsartig und gut lokalisierbar „heller Erstschmerz“. Im weiteren Verlauf jedoch ist der Schmerz innerhalb sehr kurzer Zeit oft nur noch minimal wahrnehmbar, bis nicht mehr vorhanden. Weiterhin bewirkt die Ausschüttung von Endorphinen im Rahmen der Aktivierung des Fluchtreflexes eine rasche Schmerzunterdrückung.
In der Bogenjagdpraxis beobachtet man daher des Öfteren, dass mit dem Jagdpfeil tödlich getroffenes Wild nur einige Schritte abspringt oder nach einer kurzen Flucht zunächst scheinbar unbeeindruckt verweilt, kurz darauf dann einige Meter weiter zieht und wenige Momente später, unvermittelt zusammenbricht und verendet.
Zusammenfassung zur Wirkung Jagdpfeil und Jagdspitzen in Stichpunkten:
- Hohes Penetrationsvermögen des Jagdpfeils
- beim Durchschuss ist die Eintrittsöffnung gleich der Austrittsöffnung
- Anbringen einer letalen „Stichwunde“ mit terminaler Wirkung unter Anlage eines homogenen Schusskanales

Besondere Merkmale sind hierbei:
- Eine Jagdspitze verursacht eine relativ saubere, stark blutende Wunde
- Scharfe Jagdspitzen führen nur zu einer geringen Menge an angesprochenen Schmerzrezeptoren „Nozizeptoren“
- Geschossintegrität des Jagdpfeils bleibt meist vollständig erhalten
- Pfeilbestandteile sind ungiftig
- Wildbret wird nicht verunreinigt oder entwertet

## Praktische Ausübung der Jagd mit Pfeil und Bogen heute
Die Ausübung der Bogenjagd in USA und den europäischen Ländern, in denen diese Jagdart zugelassen ist, bedingt immer den Nachweis der jagdlichen Eignung des Jägers. Insbesondere in Europa müssen alle Jäger, die mit dem Bogen jagen wollen, in der Regel sowohl im Besitz des allgemeinen Jagdscheins des Heimatlandes, als auch eines gültigen Bogenjagdscheins sein.

### Jagdstrategie und Jagdpraxis mit Pfeil und Bogen

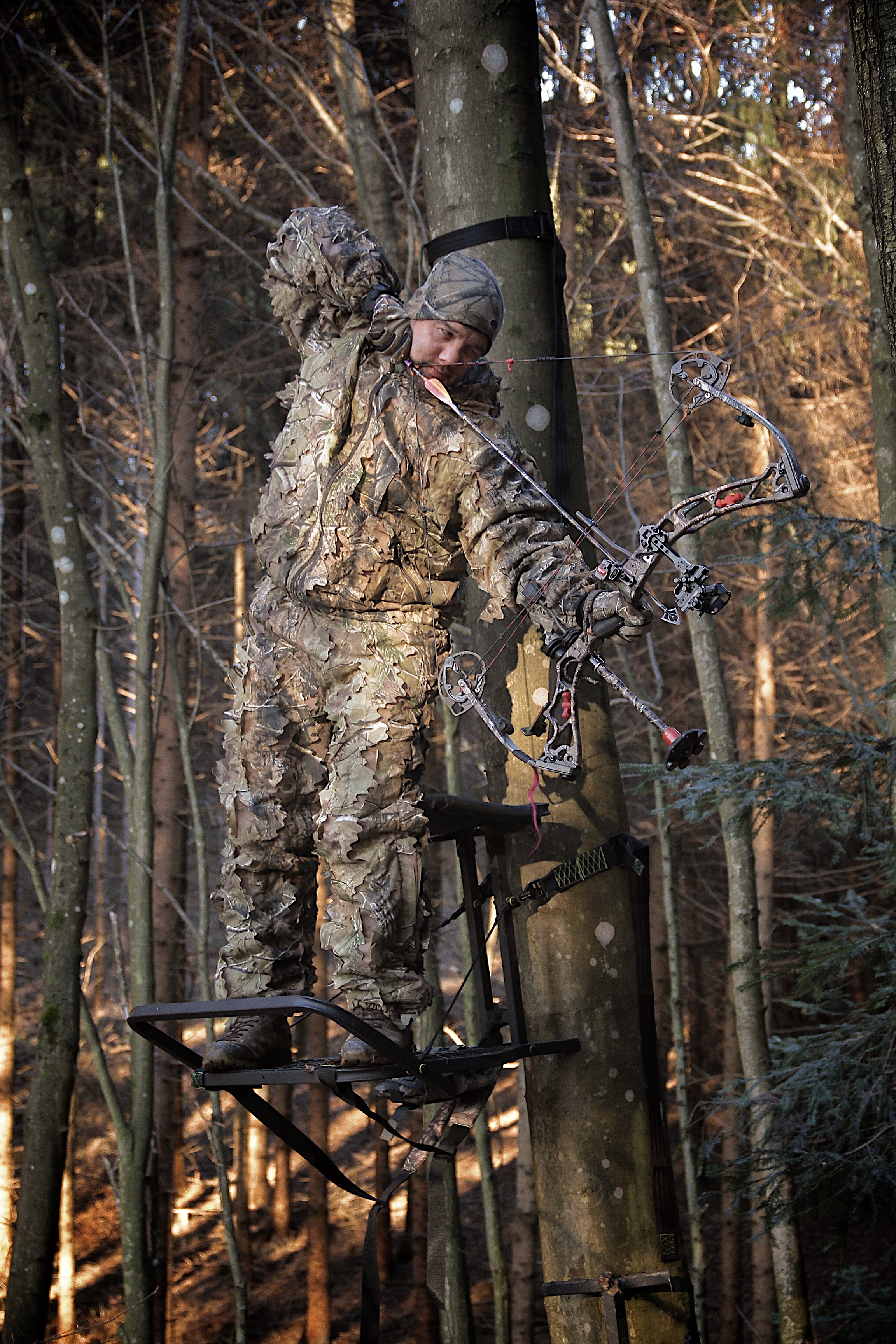
Bogenjäger jagt vom Treestand aus

Bei der Jagdausübung mit Pfeil und Bogen gibt es einige Eigenheiten zu beachten. Die Wahl der richtigen Jagdstrategie, Jagdtaktik sowie Tarnung sind bei solch geringen Jagddistanzen für den Jäger sehr wichtig. In der Ausbildung zum Bogenjäger werden die Besonderheiten der Jagd mit dem Bogen geschult und trainiert.

#### Ansitzjagd vom Hochsitz oder Hochstand
Die Ansitzjagd ist bei der Jagd mit Pfeil und Bogen die am erfolgversprechendste. Nachdem die Sinnesleistungen des hauptsächlich bejagten Wildes wie Schalenwild den menschlichen überlegen sind, können diese den Jäger in Bewegung schon auf große Distanzen wahrnehmen. Bei der Ansitzjagd verharrt der Bogenjäger lautlos und mit so wenigen Bewegungen wie möglich an einer Stelle. Von dort aus kann er das Wild am Wechsel, an der Kirrung, an einer Suhle oder anderen Plätzen bejagen.
Die am häufigsten praktizierte Variante der Ansitzjagd ist die Jagd von Einrichtungen, die mehrere Meter über dem Boden fix oder demontierbar (mobil) angebracht werden. Mobile Einrichtungen werden als „tree stands“ bezeichnet. Das sind leichte Plattformen, die mit Gurten oder Seilschlingen am Stamm eines Baumes befestigt werden und meist mit einem kleinen Sitz ausgestattet sind.
Ebenso kommen mobile Ansitzleitern z. B. aus Metall und selbst gebaute, fix montierte Sitze aus Holz auf größeren Bäumen zur Anwendung. Manchmal werden auch speziell für die Jagd mit dem Bogen konstruierte Kanzeln, an vielversprechenden Plätzen aufgestellt. Je höher die Einrichtung umso ungünstiger wird der Schusswinkel für den anzubringenden Schuss. Jedoch ebenso unwahrscheinlicher wird die Entdeckung des Jägers durch seine Bewegung und Kontur.

#### Jagd vom Boden

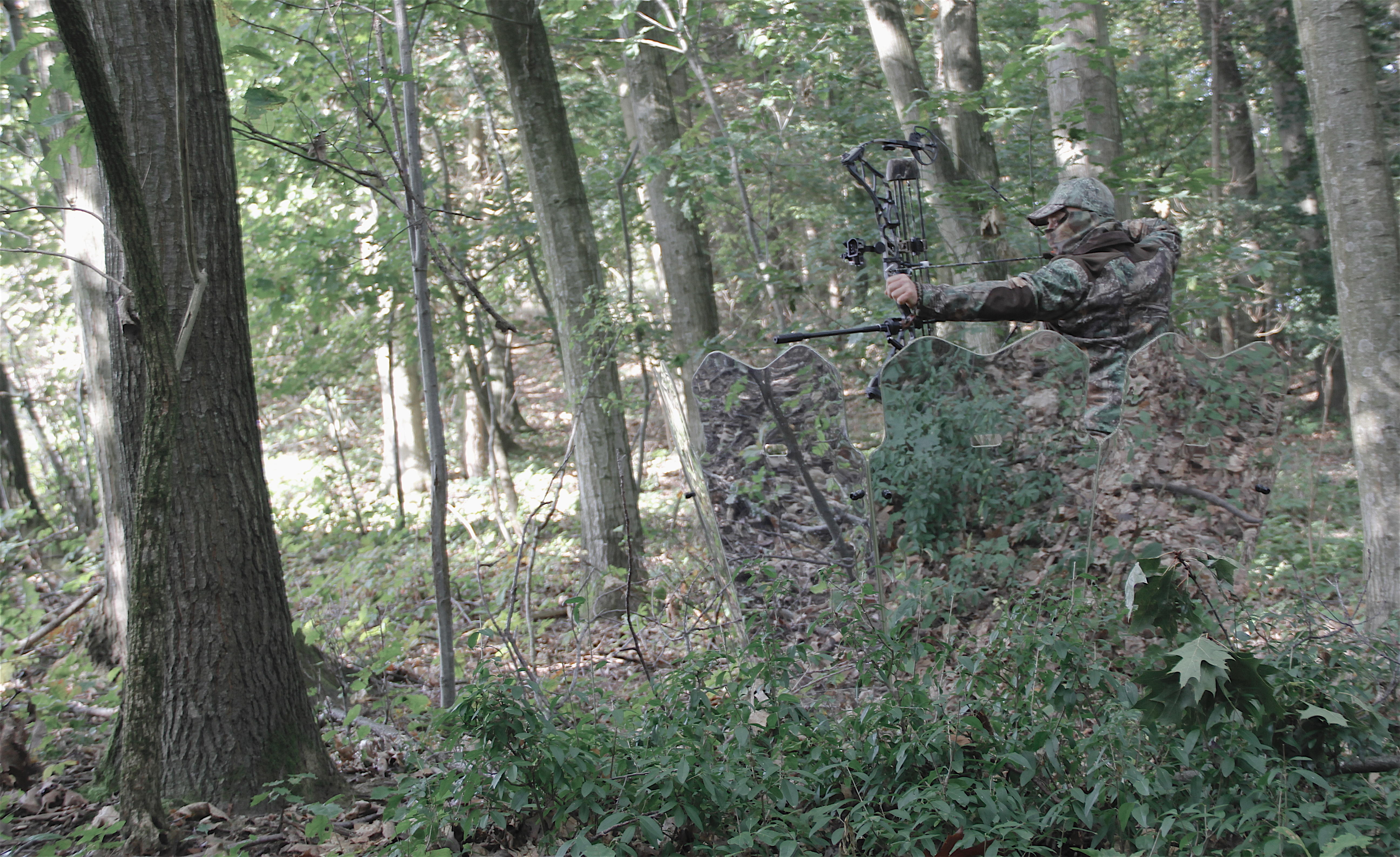
Bogenjäger mit Ghostblind (Spiegelwand)

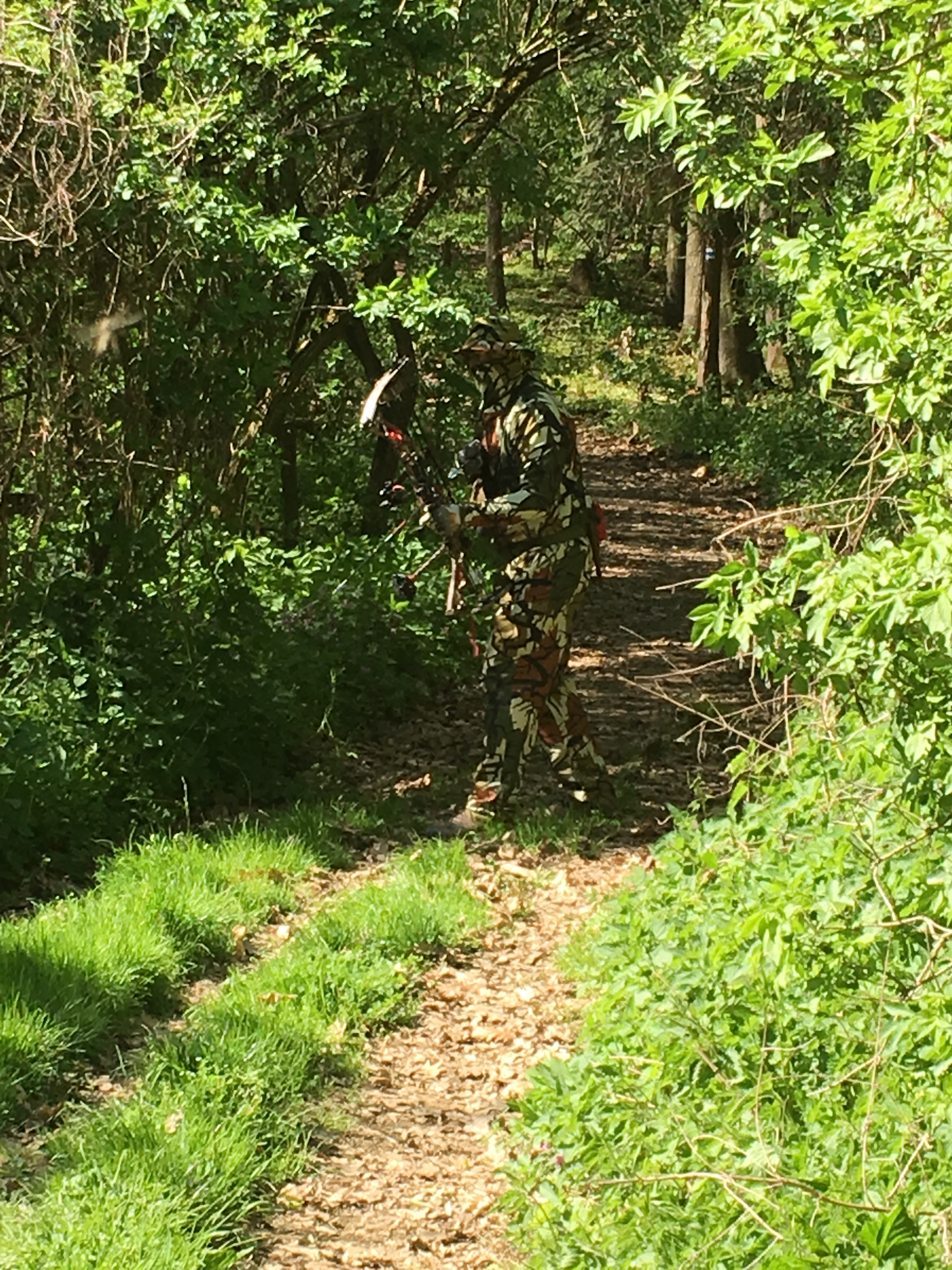
Bogenjäger auf der Pirsch

Wichtiger als bei der Jagd von erhöhten Ansitzen ist bei der Jagd vom Boden eine gute Sichtdeckung zum Wild, um den Bogen unbemerkt aufziehen zu können. Ist nur niedrige oder keine Deckung vorhanden kann aus einem „ground blind“ oder einem „ghost blind“ gejagt werden. Entweder wird dazu ein Bodensitz errichtet oder ein eigens entwickeltes Zelt an einer günstigen Stelle, meist Tage vor der eigentlichen Jagd, aufgestellt. Beim Schuss vom Bodensitz ist ohne Pfeilfang ein größerer Gefährdungsbereich durch den durchfliegenden Pfeil gegeben als beim Schuss von oben.

#### Pirschjagd
Bei der Pirsch nähert sich der Bogenjäger am Boden dem Wild aktiv an. Durch die besonderen Sinnesleistungen des bejagten Wildes ist Training, sehr gute Kenntnisse über Verhalten und Sinnesleistungen des bejagten Wildes, eine sehr gut abgestimmte Ausrüstung und natürlich das nötige Quäntchen Glück nötig.

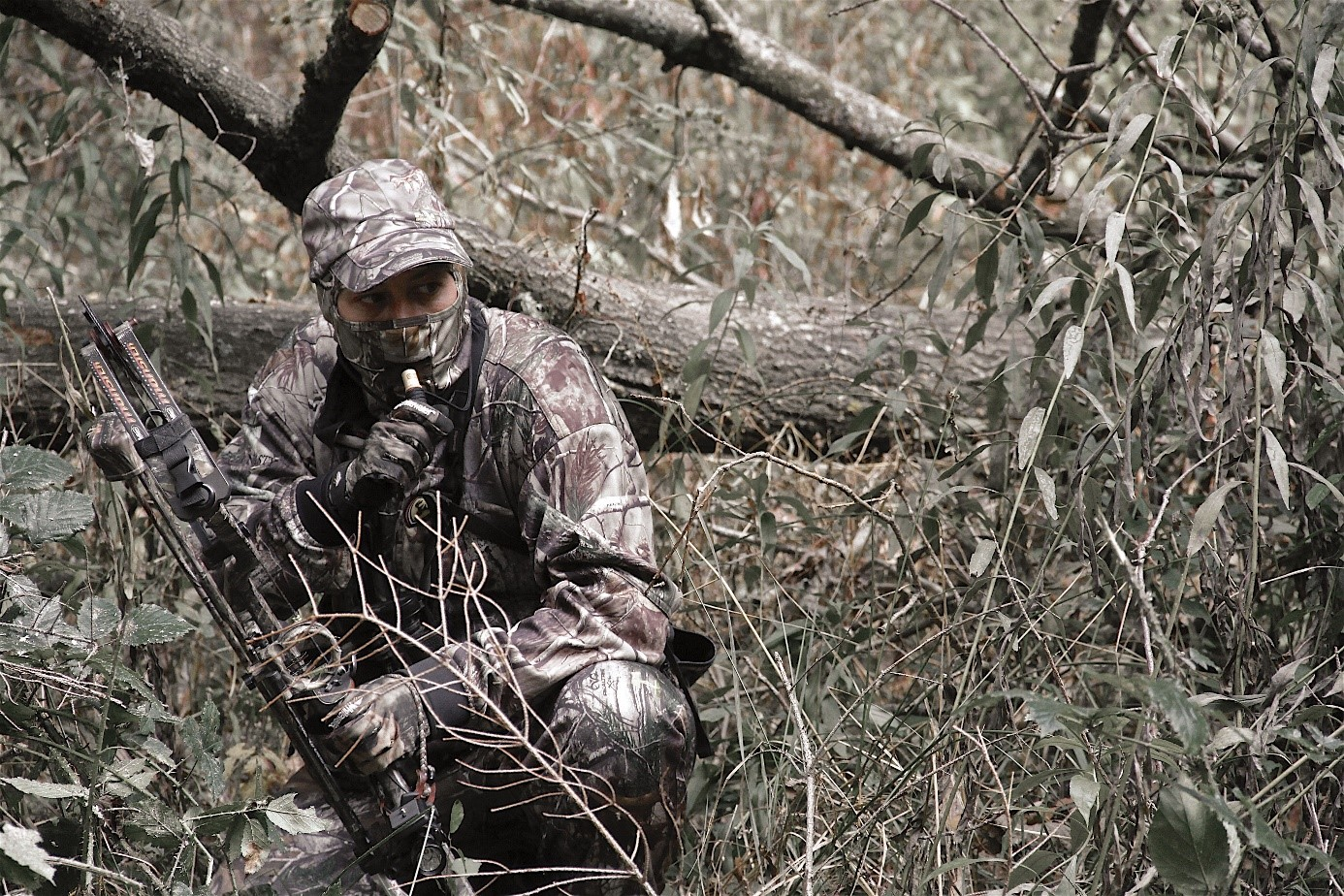
Bogenjäger mit modernem Compoundbogen auf der Lockjagd

Umso mehr gilt das im offenen, wenig kupiertem Gelände, dort erfordert die nicht vorhandene Deckung meist kriechendes oder robbendes Vorgehen. Entscheidend für den Erfolg ist eine gut durchdachte Pirschroute unter Beachtung der Windverhältnisse sowie die Möglichkeit unbemerkt in Schussdistanz den Bogen zum Wild aufzuziehen.
Im oft deckungslosen, alpinen Gelände wird die sogenannte „Spot and Stalk“-Methode angewandt. Bei dieser Jagdtaktik wird mit starker Optik auf große Entfernung Wild gesucht, angesprochen und entlang der besten Deckungsmöglichkeit angegangen.

#### Jagd auf Niederwild
Niederwild wie auch Federwild ist in der Regel mit einem sehr guten Sehvermögen ausgestattet, so dass ein Anpirschen sehr schwierig ist. Eine gute Methode ist hier die Arbeit mit dem Vorstehhund, der dem Jäger die Beute anzeigt und nach der erfolgreichen Schussabgabe apportieren kann.
Der Schuss auf fliegendes Federwild gilt unter Bogenjägern als Königsdisziplin. Gerade die große Dynamik, die dieser Bogenschuss erfordert, verlangen ein sehr hohes Maß an Geschick und Training.
Bei dieser Jagd kommen nicht nur spezielle Jagdspitzen zum Einsatz, sondern auch eine besondere Art der Befiederung am Pfeilschaft. Diese Befiederung auch „Flu-Flu“ genannt, dient dazu einen großen Luftwiderstand zu erzeugen, damit der steil nach oben geschossene Pfeil in Sichtweite zu Boden geht und Verletzungen Dritter ausgeschlossen und der verschossene Pfeil, leicht wiedergefunden werden kann.

Die französische Verordnung zur Bogenjagd verlangt zum Beispiel einen Durchmesser der Befiederung von mehr als sechs Zentimetern: 
Zitat: „Pfeile für Schüsse auf fliegendes Federwild müssen mit einer breiten Befiederung versehen sein, um die Geschwindigkeit des Pfeils zu verlangsamen. Der breiteste Teil darf einen Kreis von 6 cm Durchmesser nicht ohne Verformung passieren können.“ 
Während bei Schüssen auf Niederwild am Boden auch scharfe Pfeilspitzen eingesetzt werden können, wird auf in der Luft befindliches Federwild oft mit sogenannten „Blunts“ – Stumpfgeschossen – geschossen. Diese sind stumpf und durchdringen den Wildkörper nicht. Sie töten unmittelbar durch den heftigen, lokalen Impuls, der auf den Körper wirkt.

#### Gesellschaftsjagd
Die Jagd mit dem Bogen etabliert sich in Ländern, in denen die Bogenjagd zugelassen ist, immer mehr als Bestandteil von Gesellschaftsjagden. Hier wird zwischen reinen Bogendrückjagden und gemischten Gesellschaftsjagden, also Bogen und Büchse oder Flinte unterschieden.
Bei Drückjagden mit dem Bogen wird durch den beinahe lautlosen Schuss das bejagte Revier praktisch nicht beunruhigt. Weiter ist die geringe Gefährdung des dahinterliegenden Geländes durch den Jagdpfeil zu erwähnen. Ein besonderer Beitrag der Jäger mit Bogen bei gemischten Gesellschaftsjagden besteht darin, Stände an schwerer zugänglichen Stellen, wie Schluchten oder einzelnen verdeckten Wechseln zu besetzen, an denen ein Kugelschuss aus den besonderen Gegebenheiten zu gefährlich für Dritte oder den Schützen selber (z. B. durch Querschläger) wäre.

#### Lockjagd
Jagdbares Wild kann z. B. mit Düften oder Geräuschen an erwünschte Stellen gelockt werden. Bei den Lockjagden gemein ist, dass sich das gelockte Wild meist bereits sehr aufmerksam der gewünschten Stelle nähert. Besonders in der Brunftzeit wird diese Methode angewandt.
Die Herausforderung bei der Lockjagd für den Bogenjäger liegt neben der Nutzung aller verfügbaren Tarnmethoden, auch noch in der Tatsache, dass der Bogen in unmittelbarer Nähe und Augenhöhe des Wildes aufgezogen werden muss. Das Timing des Aufspannens ist also besonders kritisch für eine erfolgreiche Jagd. Erfahrene Bogenjäger trainieren deshalb den Bogen weitgehend ohne seitliche Bewegungen genau in Linie zum Wild aufzuziehen, da seitlich zum Wild ausgeführte Bewegungen besonders leicht erkannt werden.

#### Bogenfischen
Bogenfischen ist das jagdliche Harpunieren von Fischen und anderen Wassertieren mittels Pfeil und Bogen. Oft ist der Pfeil über eine Angelschnur mit einer am Bogen befestigten speziellen Angelrolle verbunden. Geeignet ist diese Methode insbesondere in flachem Gewässer. Geschossen wird meist im Wasser stehend oder vom Boot aus in ein bis vier Meter Entfernung. Beim Blick auf das Wasser kommt es zu einem optischen Parallelversatz, und somit Hebung beim Zielen. Die Beute ist nicht dort, wo sie dem Schützen erscheint. Beim Bogenfischen fällt kein Beifang an.
Zum Bogenfischen werden spezielle Fischpfeile verwendet; normale Sport- oder Jagdpfeile sind ungeeignet. Die Machart der Pfeile ist auf den Gewässeruntergrund abgestimmt. Der Pfeil muss um einiges schwerer als ein durchschnittlicher Jagdpfeil sein, um auch noch nach Eintauchen ins Wasser nicht zu viel Energie zu verlieren. Wichtiger als die Qualität des Pfeilschaftes ist auf kurze Schussdistanz die Art der verwendeten Pfeilspitze, die den mit dem Pfeil gefangenen Fisch sicher halten muss, um ihn zu landen.

### Jagdtaktik bei der Jagd mit Pfeil und Bogen

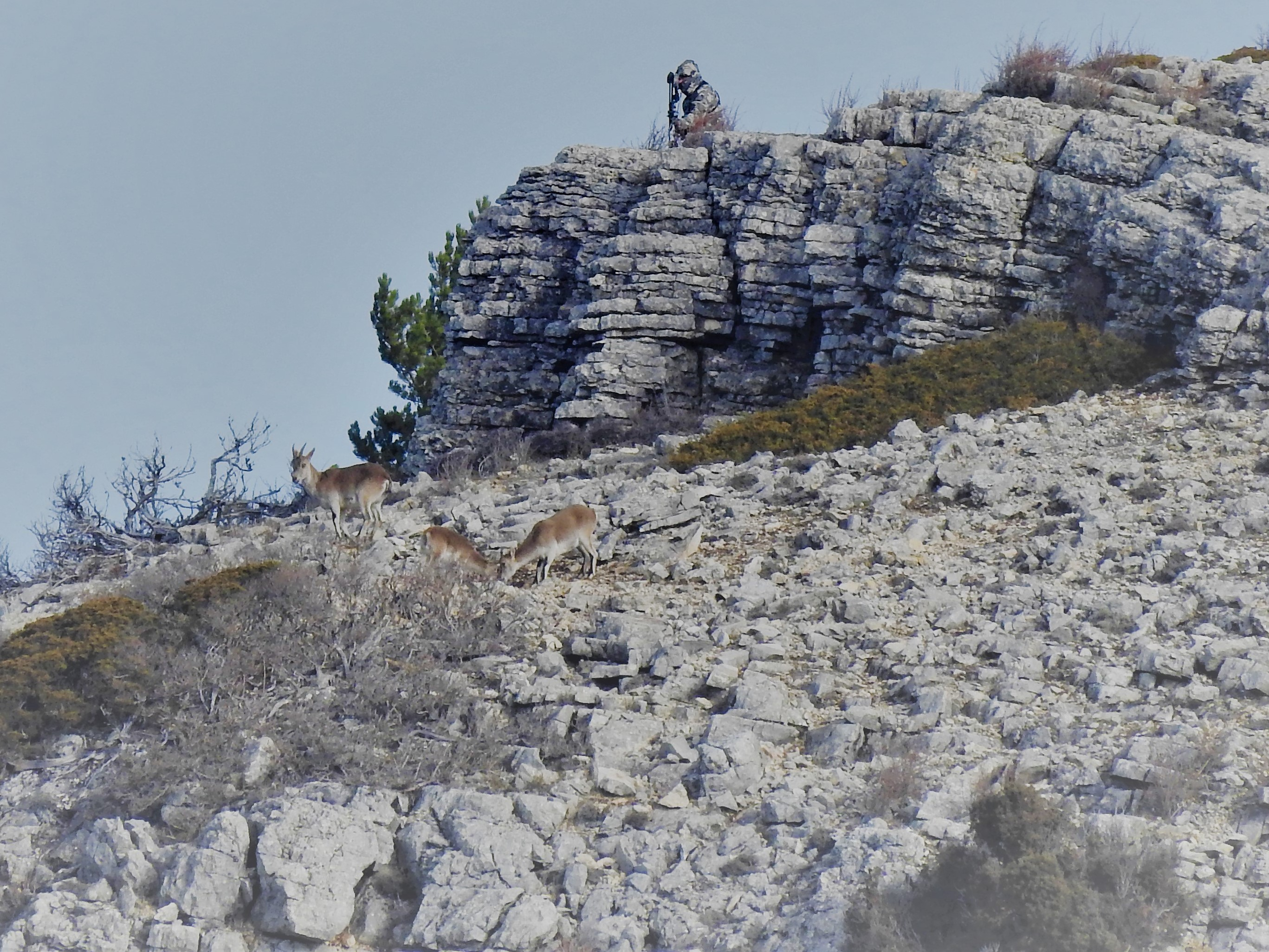
Bogenjäger in unmittelbarer Nähe zu seiner Beute

Durch die Notwendigkeit bei der Bogenjagd einen weidmännischen Schuss erst sehr nah an der Beute zu tätigen, erschwert durch die besonderen Sinnesleistungen des bejagten Wildes, muss der Jäger einige spezifische und dem Reaktions- und Fluchtverhalten angepasste Jagdtaktiken beherrschen. Die sehr umfangreiche Ausbildung der deutschsprachigen Bogenjagdverbände geht während der von lizenzierten Ausbildern gehaltenen Schulungseinheiten auch auf diese besonderen Herausforderungen ein.

#### Jagddistanz, die Herausforderung bei der Bogenjagd
Der Bogenjäger befindet sich beim Schuss in der Regel in der Nahfluchtdistanz des bejagten Wildes.

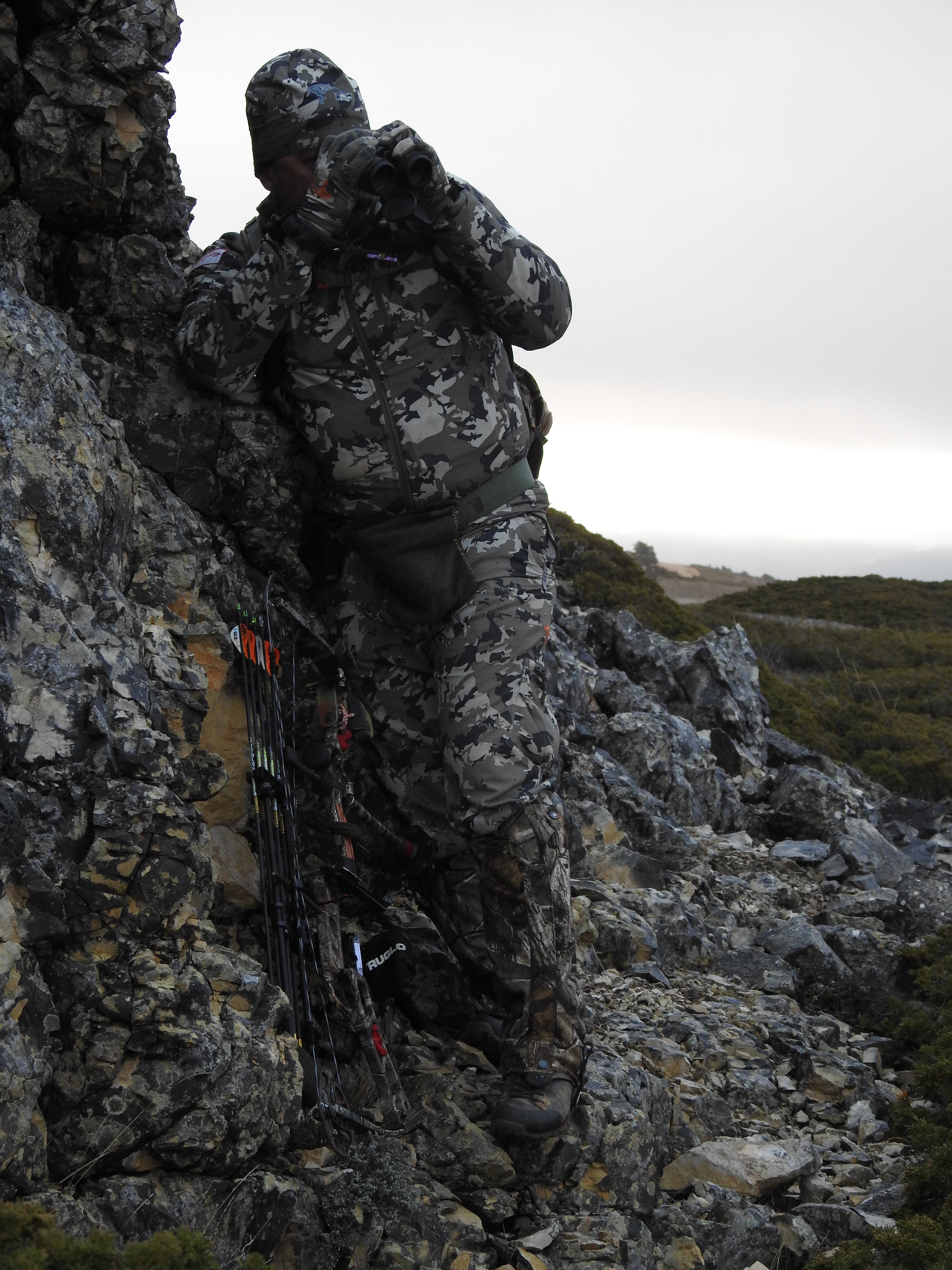
Bogenjäger in Volltarnung bei Spot and Stalk

Durch die Fluggeschwindigkeit des Pfeils, welche mit 70–105 m/s deutlich unter Schallgeschwindigkeit liegt, kann das beschossene Stück auf den „Sehnenschlag“ reagieren. Das ist das Geräusch, welches beim Abschuss des Jagdpfeils am Bogen entsteht und eine Fluchtreaktion des Wildes sowie dem damit verbundenen Wegducken, dem sogenannten „Stringjump“ verursachen kann.
Speziell bei Wild mit kleinem Körper und hohen Läufen, wie dies bei rehartigen Paarhufern der Fall ist, muss die Reaktion in die Schussabgabe besonders mit einbezogen werden. Im Bereich bis 25 m ist aber die Fluchtreaktion des vertrauten Wildes, die vom Sehnenschlag ausgelöst werden kann, noch so zeitverzögert, dass der Pfeil den Wildkörper schon verlassen hat, bevor die Reaktion stattgefunden hat. Daher sind Jagddistanzen, besonders bei solchen Wildarten auf maximal 25 m sinnvoll zu begrenzen. In der Ausbildung zum Bogenjäger werden genau diese, für die Bogenjagd typischen Erkenntnisse vermittelt und geschult.
Der Umstand der geringen Jagddistanz bietet den Vorteil, dass Wild auf so kurze Distanzen sehr gut „angesprochen“ (d. h. erkannt und identifiziert) werden kann. Ein Fehler beim Ansprechen ist daher bei dieser Jagdart beinahe ausgeschlossen. Ein weiterer Vorteil der kurzen Distanz ist die dadurch mögliche hohe Präzision des Schusses. Um einem Wildtier so nahe zu kommen, sind verschiedene Maßnahmen notwendig. Jäger die mit dem Bogen jagen, brauchen daher exzellente Revierkenntnisse und Erfahrung über das Verhalten des Wildes um erfolgreich zu sein. Darüber hinaus müssen verschiedene Methoden der Tarnung angewendet werden, um unbemerkt zu bleiben.

#### Sichttarnung – „visuelle Tarnung“
Jäger die mit dem Bogen jagen, müssen durch die relativ nahen Schussdistanzen sehr genau auf Tarnung achten um vor den sensiblen Sinnesorganen des Wildes verborgen zu bleiben. Um sich der visuellen Wahrnehmung des Wildes zu entziehen, sind die typische Kontur des Menschen und verräterische Bewegungen viel kritischer als beispielsweise das verwendete Tarnmuster. Bewegungen bei der Annäherung oder beim Vorbereiten des Schusses, muss so minimal wie möglich und vor allem in direkter Linie zum bejagten Stück stattfinden.

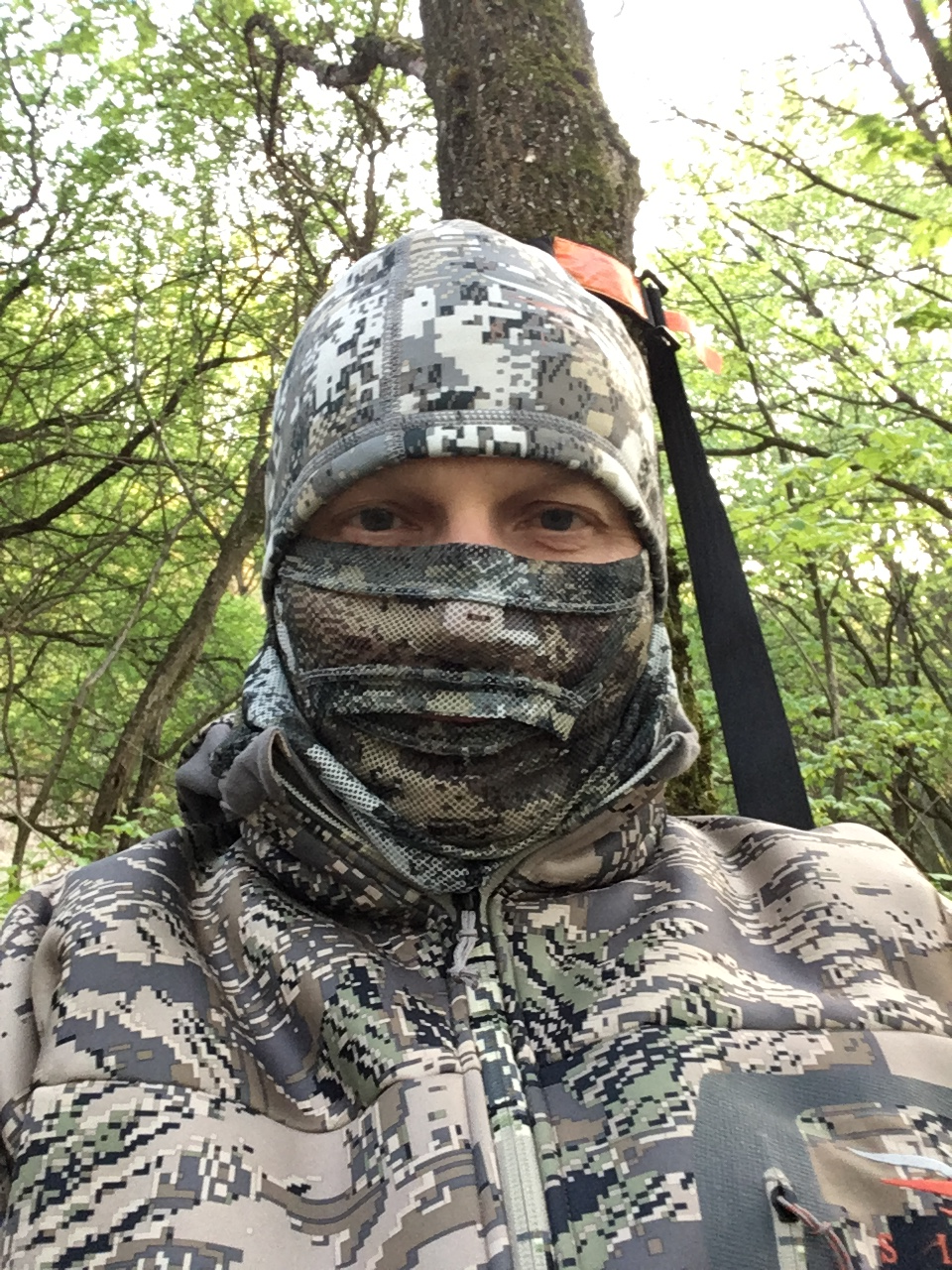
Gesichtstarnung mit Spezialkleidung

Besonderes auffällig ist die typische Hals-Kopf Partie sowie dem Prädatoren-typischen, im Gesicht vorne liegenden Augenpaar des Menschen. Sehr helle Hautstellen wie Hände und Gesicht wirken, besonders in Bewegung, stark auf die optischen Sinne des Wildes. Eine Gesichtsmaske aus Tarnnetz (alternativ Tarnschminke) sowie Handschuhe sind daher essenzieller Ausrüstungsgegenstände des Bogenjägers.

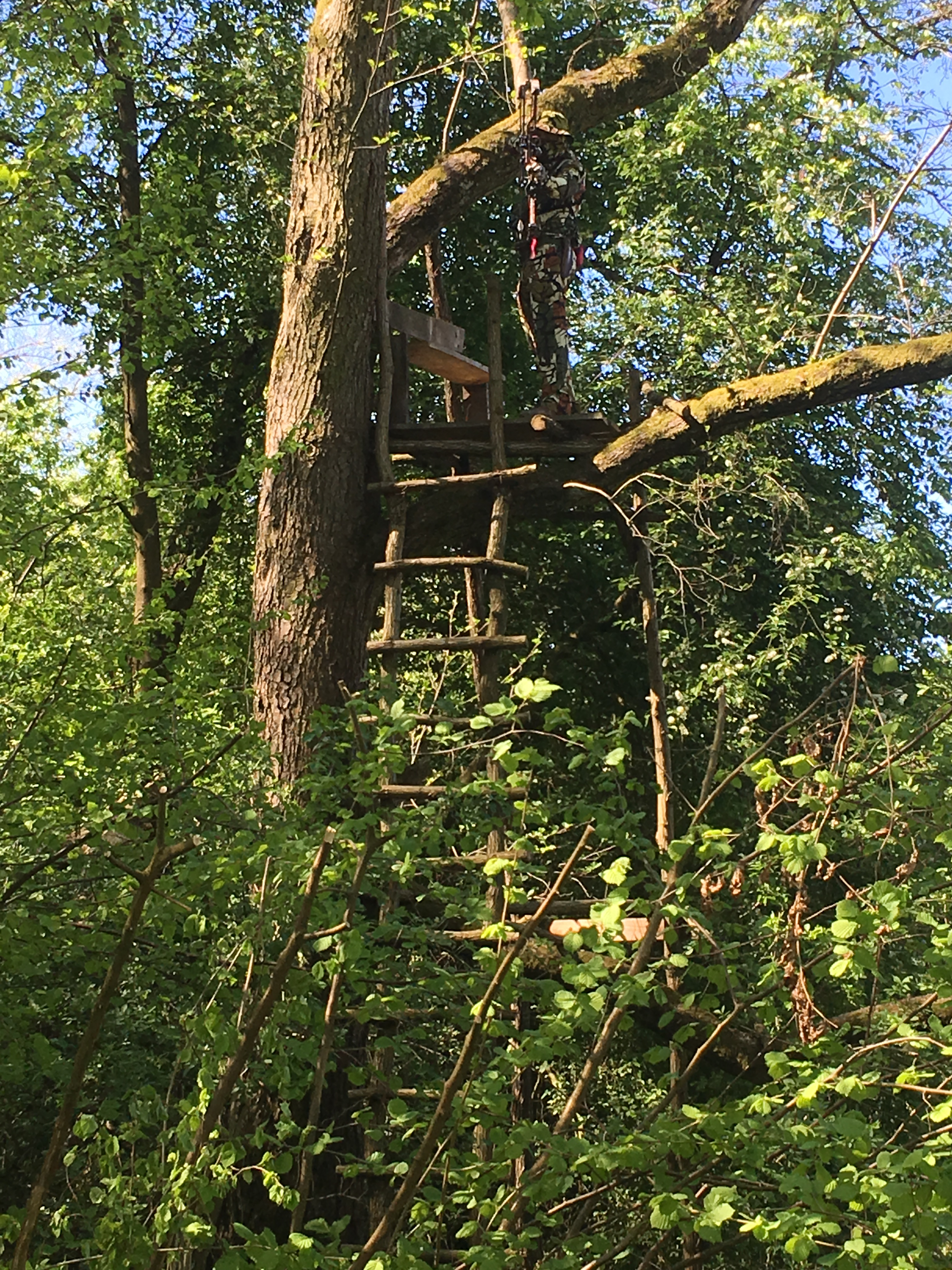
Tarnung durch Hell-Dunkel-Kontrast

Kontrastreiche, großflächige Tarnmuster mit starken Hell-Dunkel Wechsel sind wirkungsvoll beim Verwischen der menschlichen Kontur.
Wird von erhöhten Ansitzen in Bäumen (siehe Jagd vom Hochstand) aus gejagt sind helle Flecken im Tarnmuster sehr wirkungsvoll, da vom Boden aus gesehen der Himmel als Hintergrund wirkt. Ebenfalls wirksame Tarnung bieten Fransen-Anzüge, sogenannte „Ghillie-suits“, welche die Körperumrisse fast vollständig verstecken.
Generell ist bei der visuellen Tarnung zu berücksichtigen, dass Tiere insbesondere Wild, ein eigenes Farbspektrum wahrnehmen. So zeigen einige Tarnmuster ihre Eignung erst dann besonders gut, wenn man sich zum Beispiel mit einer Sepiafilterung beobachtet. Diese Filterung ahmt die Sehweise des Wildes in begrenztem Umfang nach. So können im nebenstehenden Bildvergleich vom Menschen z. B. Orange- und Rottöne mit einem Wellenbereich ab 580 nm und darüber gut erfasst werden, die aber dem Wild als Grauschattierung erscheinen. Umgekehrt sind Farbtöne im grünen, blauen- und ultravioletten Farbspektrum für Wild gut sichtbar. Das meiste Wild, besonders aber Schalenwild, kann bereits im Bereich ab 300 nm Lichtwellen gut wahrnehmen. Daher sind Waschmittel für Jagdbekleidung mit Duftstoffen und UV-Aufhellern unvorteilhaft. Mit den Aufhellern „strahlt“ der Jäger für das Wild und ein Teil der visuellen Tarnung des Jägers geht somit verloren.

#### Geräuschtarnung – „auditive Tarnung“
Auch der Geräuschtarnung kommt auf Schussdistanzen bis 25 Metern eine besondere Bedeutung zu.
Die Kleidung ist eine der wichtigsten Geräuschquellen, daher gilt ihr neben der Ausrüstung besondere Aufmerksamkeit. Der Bogenjäger muss für eine wirksame Geräuschtarnung seine Ausrüstung inklusive Bekleidung sehr akribisch aussuchen und konsequent optimieren.
Funktionsbekleidung mit Membranen oder mit Kevlar- oder Corduraeinsätzen ist durch die Friktionsflächen lauter als Kleidung mit sehr weichen Textilien wie Loden, Flies, Flanell oder speziell für Jäger entwickelte Gewebe. Das Öffnen von normalen Klett- oder Reißverschlüsse ist in der Natur ein weit zu hörendes, unnatürliches Geräusch, welches bei Bogenjagdbekleidung vermieden werden soll. Das bewusste Training der Bewegungsabläufe rund um das Spannen des Bogens minimiert die Geräuschemission durch Ausrüstungs- und Ablaufoptimierung.
Ungeschützte Metallteile und nicht fest sitzende Bretter von Ansitzkonstruktionen verursachen ebenfalls unnatürliche Geräusche. Der nicht konsequent sauber gehaltene Pirschweg zu den Ansitzeinrichtungen oder nicht geeignetes Schuhwerk ist eine weitere Geräuschquelle.

#### Geruchstarnung – „olfaktorische Tarnung“
Die meisten jagdbaren Wildtiere, insbesondere Schalenwild, verfügen über einen ausgezeichneten Geruchssinn. Da der Jäger mit dem Bogen sehr nahe an seine Jagdbeute heran muss, spielt die Geruchstarnung eine sehr wichtige Rolle. Der menschliche Geruch ist mit einer der größten „Verräter“ auf der Jagd, der allerdings nicht völlig unterbunden werden kann.
Wesentliche Komponenten der Geruchstarnung sind, die Reduktion von menscheneigenen und zivilisatorischen Gerüchen sowie die Überdeckung dieser durch andere Gerüche.
Menschlicher Geruch kann mit besonderen Waschmitteln, Deos und Sprays (neben speziell dafür entwickelten Produkten werden auch Alergikerseifen oder Bioprodukte ohne Aufheller und Parfüms dafür verwendet) reduziert, aber nicht völlig eliminiert werden. Die Lagerung der Jagdutensilien an nicht permanent mit menschlichen Geruch kontaminierten Orten oder in luftdichten Behältern ist ebenfalls hilfreich. Anticent-Produkte auf Basis Aktivkohlemembranen und Ozon emittierende, tragbare Maschinen sind die letzten Entwicklungen zur Geruchstarnung bei der Jagd.

#### Jagd und Wind
Auch bei aller Mühe ist es dem Jäger heute nicht möglich, seine menschliche Witterung vollständig zu eliminieren oder zu überdecken. Daher ist es bei der Jagd mit dem Bogen mehr noch als bei anderen Jagdmethoden nötig, sich immer wieder der Windrichtung zu vergewissern.
Viele Wildarten (z. B. Schwarzwild) umschlagen Kirr- oder Suhlplätze, bevor sie sich annähern, was für den Jäger eine besondere Herausforderung in der Platzwahl darstellt. Dazu muss er sich intensiv mit den Wechselgewohnheiten des bejagten Wildes beschäftigen und Gelände- und Windverhältnisse „lesen“ lernen. Um die Windverhältnisse sichtbar zu machen, helfen Windprüfer mit Talkumpulver, Seifenblasen oder zur Not, Gras, fliegende Samen (Pappus) und trockene Erde. Speziell im hügligen Gelände oder gar im Gebirge, ist je nach Tages-, Nachtzeit auf wechselnden Auf- und Abwinde zu achten.

### Training für die Bogenjagd

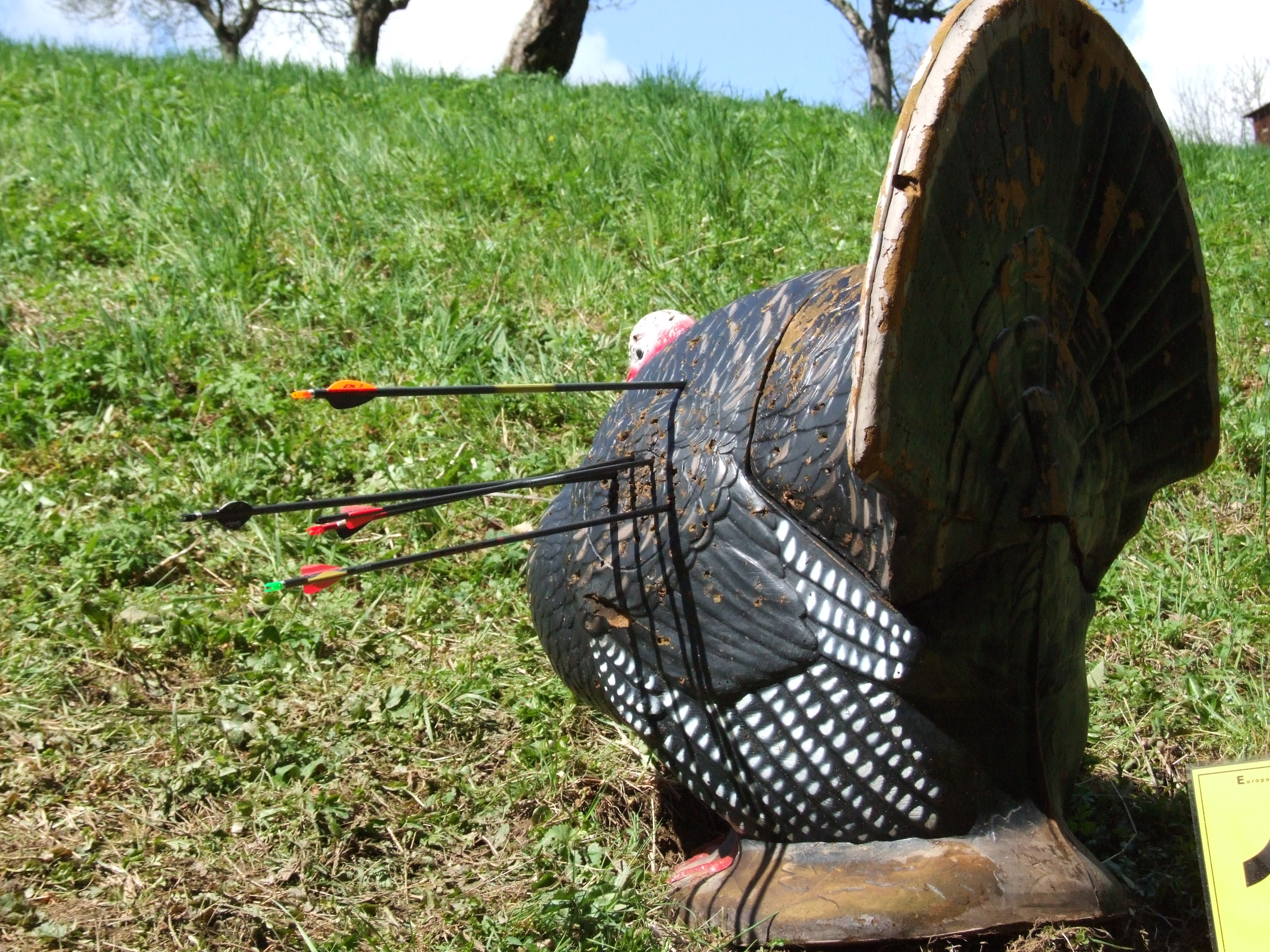
3D-Ziel: Truthahn aus Schaumgummi

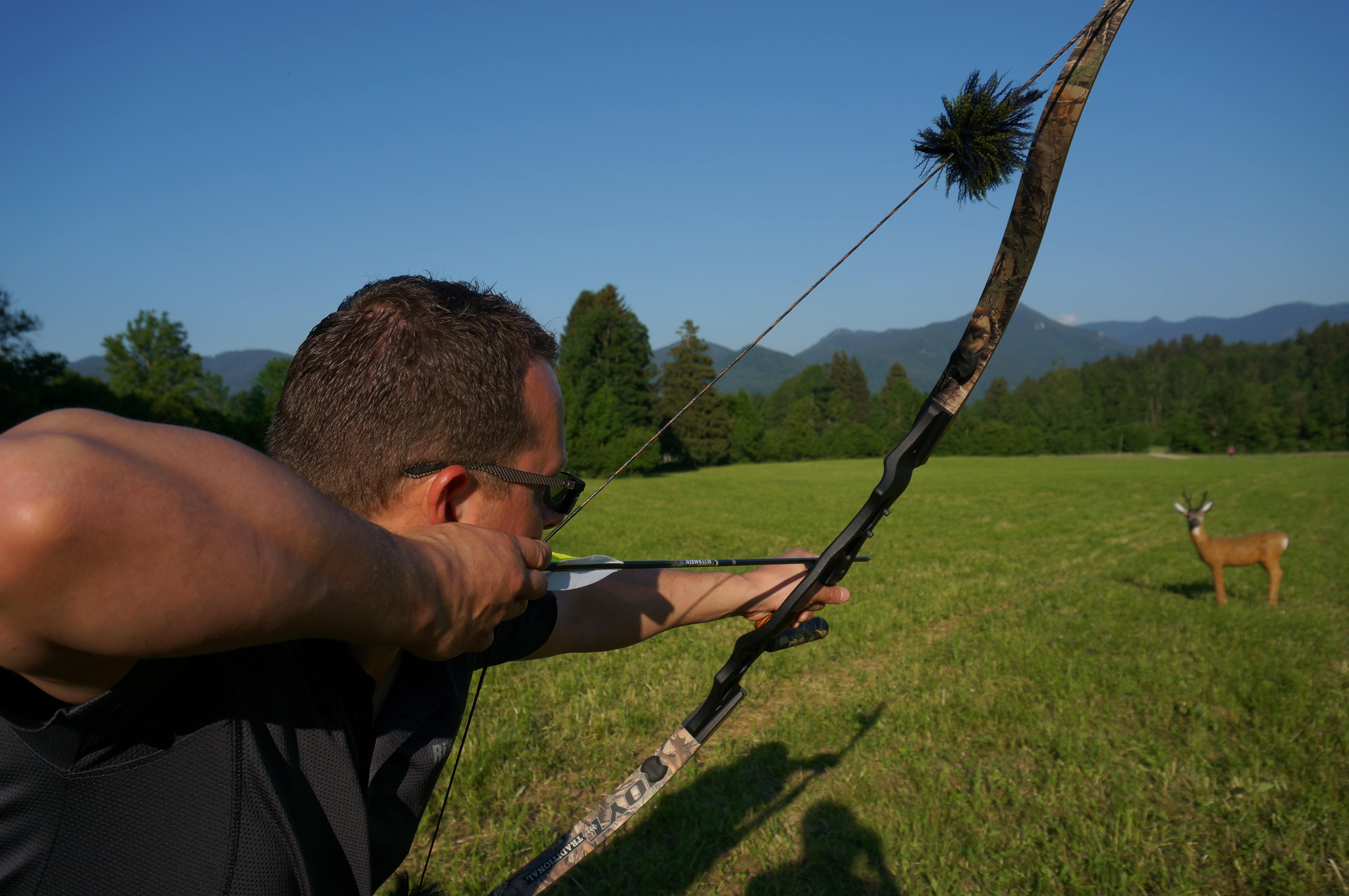
3D-Bogenschütze mit Jagdrecurve-Bogen

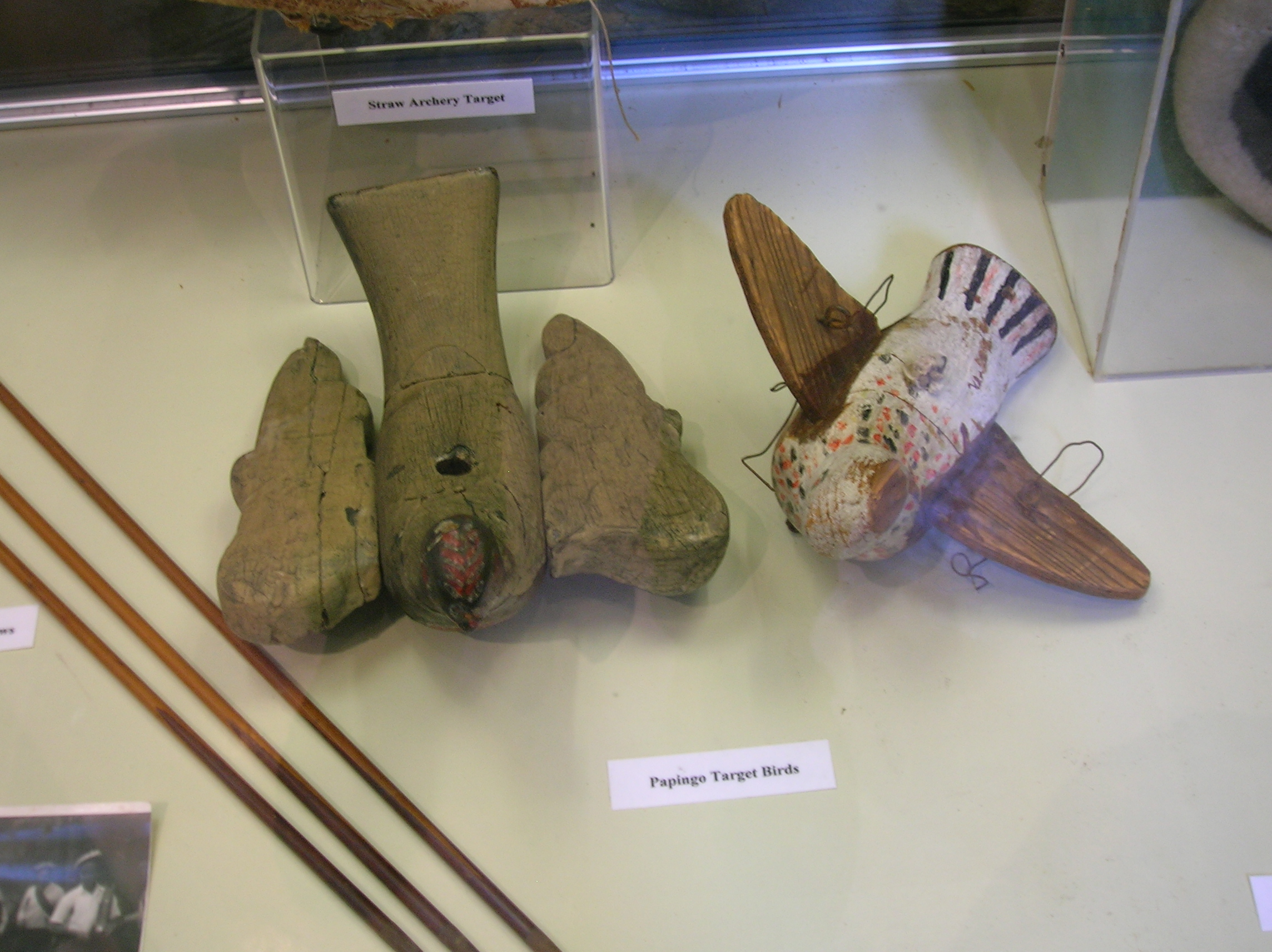
Historische 3D-Ziele: The Papingos from the Kilwinning Archers

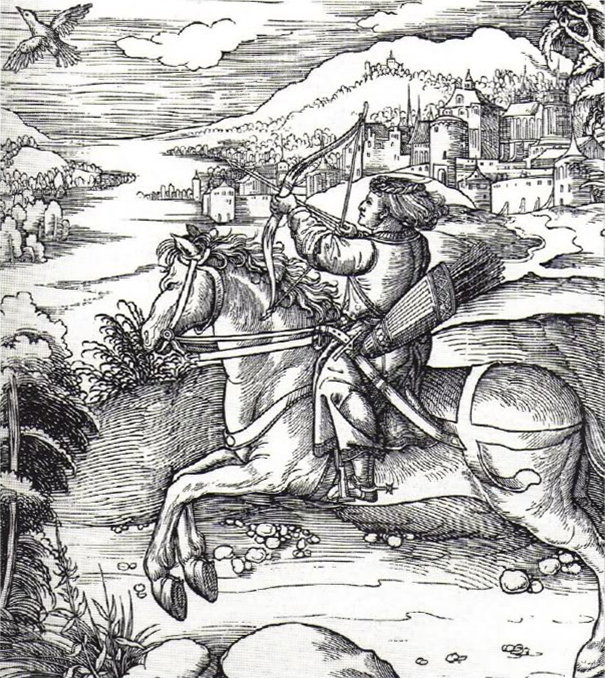
Prinz Maximilian bei der Bogenjagd zu Pferd auf Flugwild (aus dem Weißkunig, 16. Jhdt.)

Die Jagd mit dem Bogen erfordert vom Jäger meist deutlich mehr Aufwand und Zeit in Training und Ausführung, als die Jagd mit der Büchse. Ziel ist es wie auch bei anderen Jagdarten, stets den Zustand seiner Ausrüstung, als auch den persönlichen Trainingslevel hoch zu halten, um die Jagd erfolgreich auszuführen. Das gilt für den modernen Bogenjäger ebenso wie dem Jäger der Naturvölker deren Ernährung vom Erfolg abhängt.
Die Bogenjagd hat durch den Bogen als Jagdwaffe einige Besonderheiten, die man trainieren muss. So lassen sich mit Pfeil und Bogen Schüsse an das Wild antragen, die beim Gebrauch der Büchse aufgrund der Wirkungsweise von Jagdgeschossen nicht zu empfehlen sind, da sie das Wildbret entwerten würden. Dies sind Schüsse mit sehr schrägen Anstellwinkel von der Seite oder von oben aus dem „Treestand“ heraus (beispielsweise: „Quartering Away“). Dies führt dazu, dass die effektiv tödliche Trefferfläche auf das Vitalzentrum, wie Herz, Lunge und Leber, bei der Bogenjagd größer ist, als bei der Büchsenjagd. Das korrekte Antragen dieser Schüsse muss trainiert werden, um sie Wiederholbar auf der Jagd abrufen zu können.
Um diese Jagdsituationen möglichst authentisch zu simulieren, begann man beispielsweise früh mit dem Feldbogenschießen als Teil des jagdlichen Trainings. Dabei handelt es sich um Zielscheiben die in jagdlicher Umgebung aufgestellt sind. Dieses Training bildet aber die eigentliche Jagdsituation noch nicht vollständig nach. Ihr fehlt eines der wichtigsten Trainingselemente für die Jagd, die korrekte Schussplatzierung am Wild „Shot Placement“. Sowohl die frühen Jäger mit Pfeil und Bogen als auch die Jäger der Neuzeit erkannten schnell, dass es hier eine Ergänzung zum Training an der Scheibe brauchte. Die Lösung waren 3D Figuren, welche den Wildkörper nachahmen.
Mit 3D-Figuren lässt sich die Jagdsituation und die Schussplatzierung besser simulieren. Diese 3D-Figuren sind in ihrer Größe und Gestalt den echten Wildtieren oft bis in Detail nachempfunden. Die modernen Versionen sind aus Spezialschaumgummi, der den Witterungsverhältnissen aber auch dem starken Beschuss standhalten muss. Die meisten haben eine eingearbeitete Zielscheibe den sogenannten „Kill“, was auch die jagdliche Herkunft verrät. Dieser wird im sportlichen Wettbewerb genutzt, er hat aber mit der jagdlichen Situation keine hinreichende Übereinstimmung, da er meist nicht nach anatomischen Merkmalen angebracht ist. 3D-Ziele kannte man natürlich schon in der Vergangenheit und einige sind sogar in die Geschichte des Bogenschießen eingegangen.
Ein ausgebildeter Jäger hat Kenntnisse der Wildanatomie. Seine Schussplatzierung wählt er darum nach diesem Gesichtspunkt. Moderne, für das Bogenjagdtraining angepasste 3D-Figuren, welche die wesentlichen Innereien „Leben“ wie Lunge, Herz und Leber in 3D eingefügt haben, sind hierbei sehr hilfreich. Mit ihnen lässt sich exakt nachverfolgen, wie wirksam der Treffer sein würde, wäre er in der Realität angetragen worden.
Mit dieser im Training gewonnenen Information, kann ein Trainingsschuss auf seine weidgerechte Platzierung hin überprüft und bis zur Perfektion wiederholt werden. In der Regel wird dabei mit Übungsspitzen (Feldspitzen) auf den Jagdpfeilen geschossen, um die 3D Figuren aus Schaumstoff nicht allzu sehr zu schädigen. Zusätzlich nutzt der Jäger Mittel zur Bestimmung der Schussdistanz, wie einen modernen Laserentfernungsmesser, um den Schuss stets präzise anzutragen.
Natürlich lässt sich die Jagd auf Flugwild trainieren. Dies geschieht zum Beispiel mit Wurfscheiben. Eine sehr anspruchsvolle Schiesstechnik, welche den intuitiven Schuss trainiert. Man benutzt dabei meist Jagdpfeile mit Bluntjagdspitzen und Flu-Flu Befiederung. Viele Jäger bevorzugen hier den Blankbogen ohne Visiereinrichtung.
In der neueren Vergangenheit hat das moderne 3D-Bogenschießen sich auch in der Bogensportszene etabliert und erfreut sich dort zunehmender Beliebtheit. Im Ursprungsland des modernen 3D Bogenschießens den USA, werden sogar Wettbewerbe von professionellen Bogenschützen ausgetragen.

## Besondere Vorteile der Jagd mit dem Bogen
Im Zusammenhang mit dem Thema Sicherheit und Störpotential ist man bei der notwendigen Wildbestandsreduktion in sensiblen Bereichen wie Schutzgebieten und in Siedlungsgebieten auf die Bogenjagd aufmerksam geworden. Hier sind einige besondere Vorteile zu erwähnen, die bei anderen Jagdarten nicht vorkommen.

### Sicherheitsaspekte bei der Jagd mit dem Bogen

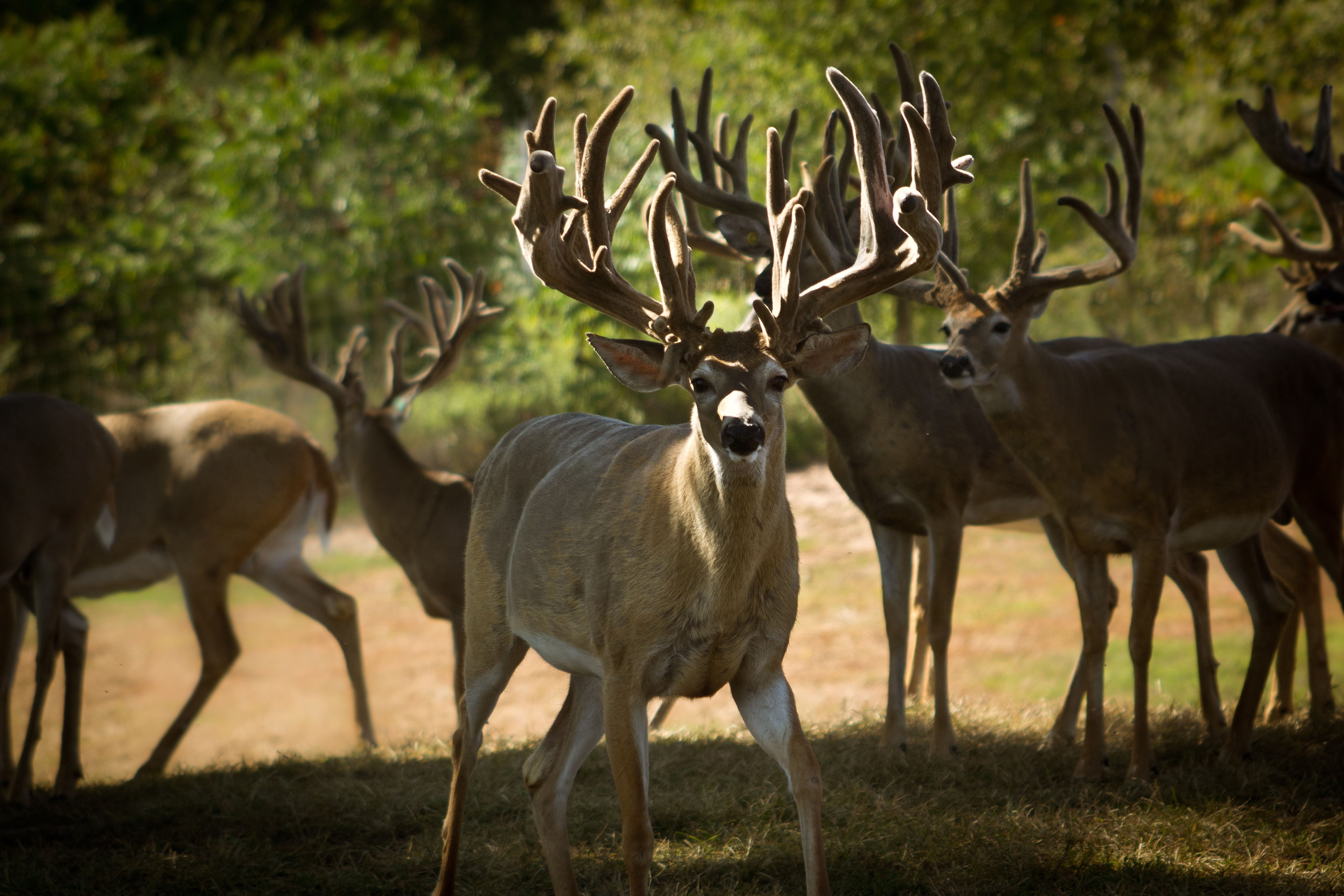
Weisswedelwild

Die Jagd mit Pfeil und Bogen ist heute eine der sichersten Jagdarten.
Wesentliches Sicherheitsmerkmal des Jagdbogens ist die Tatsache, dass die Energie zum Abfeuern des Pfeils in ruhendem Zustand auch bei größter Unvorsichtigkeit nicht gespeichert ist. Erst durch das Aufziehen des Bogens durch den Schützen wird die Jagdwaffe „scharf“ gestellt. Die kurzen Schussdistanzen schließen eine Verwechslung des beschossenen Stückes mit einem Menschen oder einem anderen Wildtier aus. Auch die Reichweite und somit Verletzungsgefahr eines abprallenden Pfeils ist so gering, dass selbst im Nahbereich von Siedlungen oder städtischen Parks die Jagd mit dem Bogen vielerorts das Mittel der Wahl ist.
Aufgrund des Umstandes, dass man die Jagd mit Pfeil und Bogen besonders sicher und kontrolliert ausüben kann, wird diese Jagdart in Ländern wie Spanien, Frankreich oder USA speziell für die Reduzierung von Wildpopulationen in Schutzgebieten und im urbanen Bereich durch behördliche Stellen bevorzugt eingesetzt.
Weiterhin entfallen schädliche Lärmemissionen beim Schuss mit dem Pfeil. Damit ist sichergestellt, dass weder die Wildpopulation, noch Anwohner oder Parkbesucher gestört und die Gesundheit des Jägers beeinträchtigt werden. Die Jagd mit dem Bogen bleibt anspruchsvoll in der Ausübung, auch ist daher die Erfolgsquote bei der Jagd mit dem Bogen überschaubar, sodass strafbare Handlungen, wie zum Beispiel Wilderei, unwahrscheinlich und die Ausnahmen sind.
Die Gefährdung Dritter bei der Bogenjagd ist äußerst unwahrscheinlich. Das meiste Verletzungspotential besteht für den Jäger selbst. Laut einer Studie des Bundesstaates Wisconsin (USA „Hunting incident reports“) aus den Jahren 2009 bis 2013 werden die häufigsten Verletzungen bei der Jagd mit dem Bogen in diesem Bundesstaat durch Stürze vom Ansitzbaum verursacht. Der verantwortungsvolle Jäger sichert sich stets mit einem zugelassenen Fallschutz- und Sicherungsgurt am Ansitzbaum.
Eine weitere Gefahrenquelle für den Jäger mit dem Bogen geht von den scharfen Jagdklingen aus. Daher sind Schnittverletzungen, wie bei jenen beim Gebrauch des Jagdmessers, möglich. Der sichere Transport der mit Jagdspitzen ausgerüsteten Pfeile in einem Köcher wird bei der Bogenjagdausbildung gelehrt.
Strafbare Handlungen wie beispielsweise Wilderei erscheinen angesichts des enormen Aufwandes, der zur erfolgreichen Bogenjagd notwendig ist, eher unwahrscheinlich.
Im Überblick sind hierzu nochmals die wesentlichen Punkte zusammenfassend dargestellt:
- Keine vorgespannte Energie in der Waffe
- Der Schuss kann nicht mal „aus Versehen“ losgehen
- Sehr gutes Ansprechen von Wild
- Geringer Gefahrenbereich und Hintergrundgefährdung
- Geringe Verletzungsgefahr des Schützen und Anrainer
- Schädliche Lärmemissionen entfallen
- Jagd im urbanen Bereich oder im Naturpark
- Gefahr von strafbaren Handlungen (z. B. Wilderei) äußerst unwahrscheinlich

### Hege und Bestandsregulierung im urbanen Bereich
Die Ausbreitung menschlicher Siedlungen und die damit einhergehende Lebensraumverknappung für Wildtiere erzeugen zunehmende Probleme im Zusammenleben von Menschen und Wildtieren. Die Palette reicht von erhöhten Kfz-Unfallgefahren, Übertragung von Krankheiten und Parasiten, massiver Zerstörung von Pflanzungen und Parkanlagen bis zu tatsächlichen Zusammenstößen von Mensch und Wildtier mit Verletzungsfolgen, sowie fatalen Zwischenfällen bei wehrhaften Wildarten.
Jagd in der Nähe von menschlichen Siedlungen mit Feuerwaffen ist mit erheblichen Gefahren verbunden. Ein Jagdgeschoss aus der Büchse muss zur Erzielung einer akzeptablen Tötungswirkung hohe Geschossgeschwindigkeiten aufweisen. Dadurch besteht die erhebliche Gefahr von Abprallern mit schwer einzuschätzender Hintergrundgefährdung. In vielen Ländern ist daher die Jagd mit Feuerwaffen in der Nähe von menschlichen Siedlungen generell untersagt.
Die Jagd mit Pfeil und Bogen bietet hier den wesentlichen Vorteil, dass sie komplett ohne Schusslärm und sehr geringer Hintergrundgefährdung durchgeführt werden kann. Vor allem in den USA haben deshalb etliche verantwortliche Stadtgremien den Einsatz von Pfeil und Bogen, zum Beispiel bei der Reduktion von überhöhten Beständen an Weißwedelwild angeordnet „Urban Bowhunting Programm“ der Audubon Naturschutzorganisation. Die Studie beschreibt wie mit Hilfe von Bogenjägern wie die Naturschutzorganisation in ihrem Naturpark Weißwedelbestände reduziert hat, in dem sonst keinerlei Jagd erlaubt ist. Die Bogenjagd wird hier als eine der sichersten Methoden angeführt. In Europa, wo die Jagd mit dem Bogen sich gerade erst wieder entwickelt, wird diese Jagdmethode erst langsam als eine mögliche Alternative im Management von Wildtieren in Siedlungsnähe entdeckt.

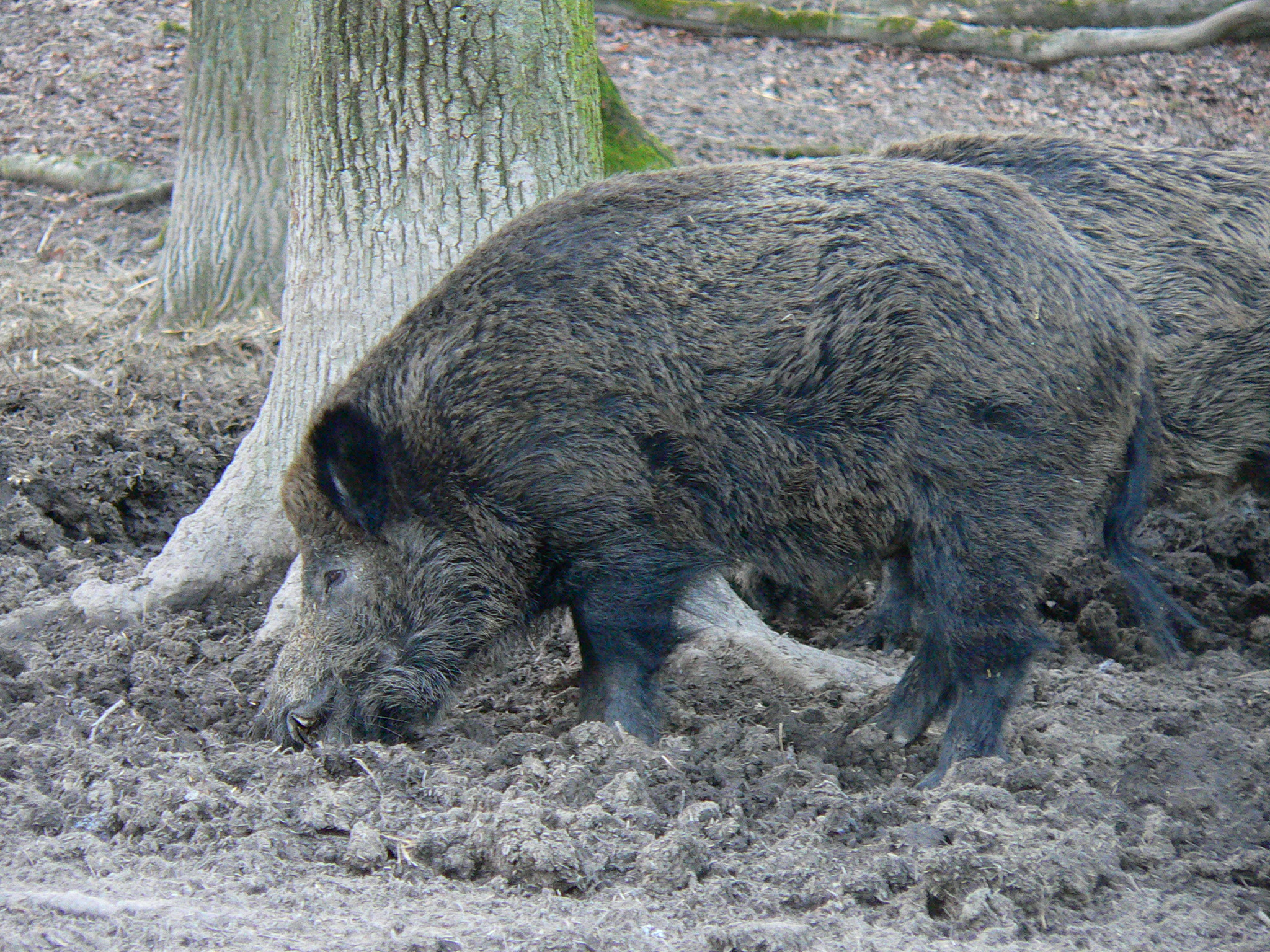
Schwarzwild

Ende 2011 wurden z. B. in Madrid (Spanien) im Auftrag der Umweltbehörde der Stadt von Jägern der regionalen Jagdorganisation die ersten Schwarzwild-Abschüsse mit Pfeil und Bogen vorgenommen.
Das Projekt läuft im Auftrag der Umweltbehörde, sowie unter der Mitarbeit der regionalen Jagdorganisation und der Bogenjagdgruppierung SCAES-FMC (Bogenjagd Einsatzteam der Madrider Jagdorganisation). Bis April 2017 wurden mittlerweile von 55 SCAES-Jägern, 202 Wildschweine mit Pfeil und Bogen erlegt. Aufgrund der jahrelangen erfolgreichen Anwendung der Bogenjagd wurde damit begonnen die Populationspflege auf die ansonsten jagdfreien Nationalparks weiter auszudehnen.

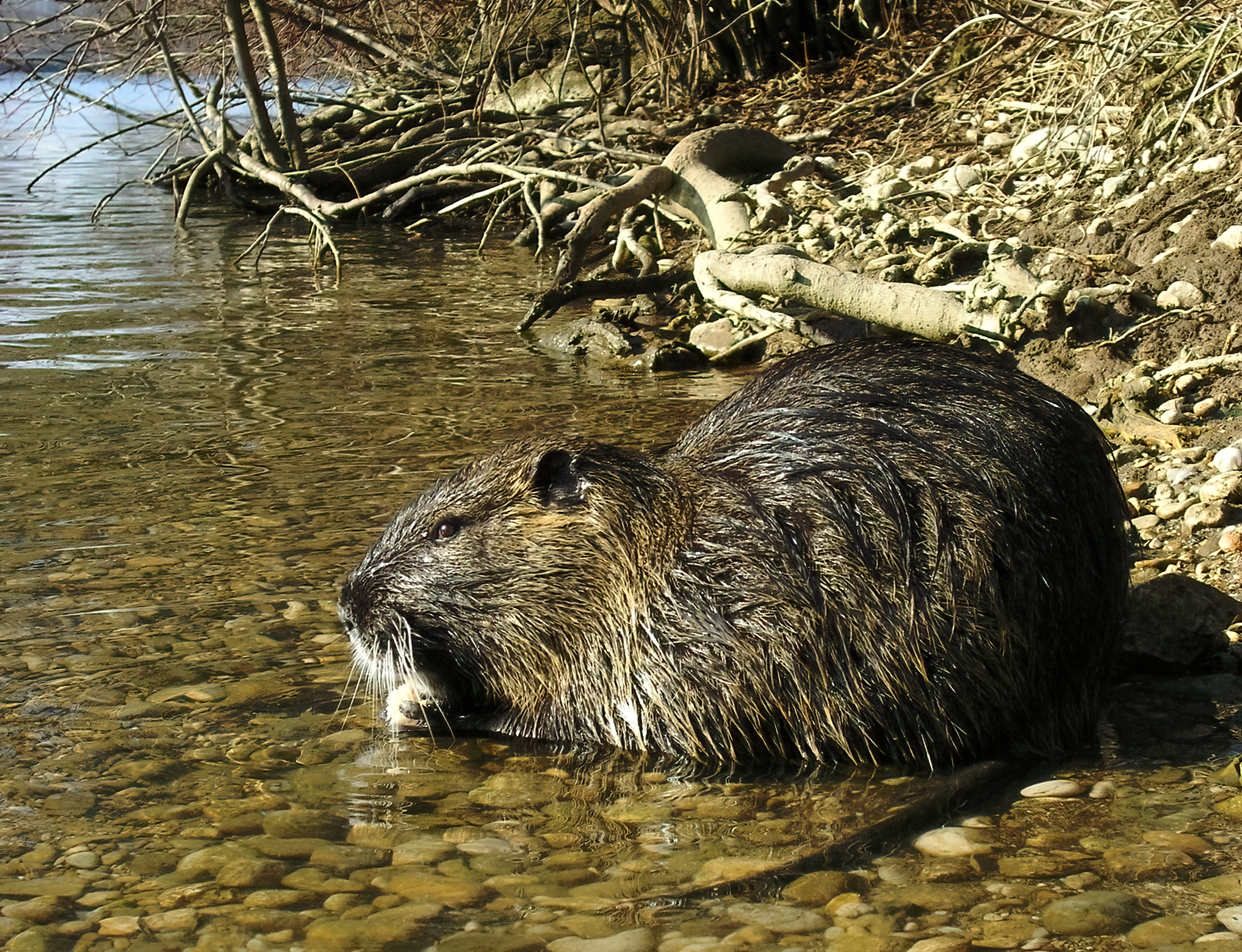
Nutria am Fluss

Als weiteres Beispiel in Europa sei hier auch der mehrfache Gemeinschaftsansitz in der elsässischen Stadt Hagenau genannt.
Um einer weiteren Zerstörung des städtischen Abwasserkanals der natürlichen Uferbefestigungen durch die unterirdischen Bauten von Nutrias entgegenzuwirken, bat der Stadtrat im Frühjahr 2017 den elsässischen Bogenjagdverband um Hilfe. Infolge dieser Anfrage wurde im innerstädtischen Bereich bei mehreren Gemeinschaftsansitzen die Nutria-Population von Jägern mit Pfeil und Bogen ohne Gefährdung von Passanten und Anrainern erfolgreich eingedämmt.

### Hege und Bestandsregulierung in Schutzgebieten

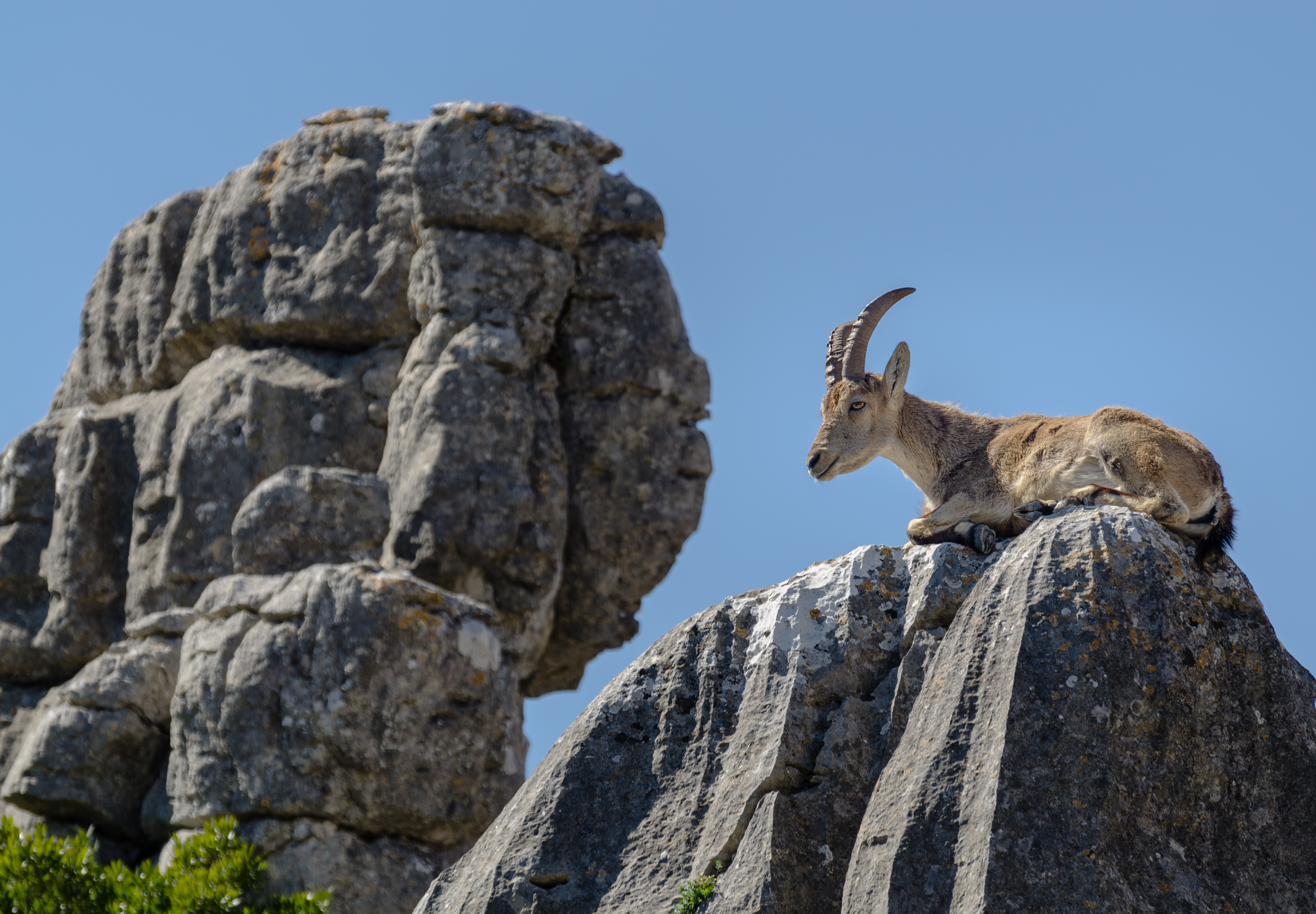
Iberiensteinbock Ibex

Die besonderen Vorteile der Bogenjagd zeigen sich speziell bei der Populationskontrolle in Schutzgebieten. Die Bogenjagd ist leise und sehr sicher und führt bei ihrer Ausübung daher zu sehr geringer Beunruhigung der Wildpopulationen. Aufgrund dieser besonderen Vorteile, haben sich im Ausland schon viele Behörden und Schutzorganisationen der Bogenjagd als effizientes Mittel der Populationskontrolle bedient.
Von der Jägergruppe des Jagdverbandes Madrid wurden 2013 im GUADARRAMA NATIONAL PARK in behördlichem Auftrag 52 Ibex (spanische Steinböcke) mit Pfeil und Bogen erlegt. In dem Park war der Bestand über das erträgliche Maß angewachsen und eine Reduktion mit der Büchse erschien aufgrund des Tourismus und der Wildbeunruhigung nicht praktikabel. Durch die Erlegung mit Pfeil und Bogen wurden die Ibex kaum beunruhigt. Es konnte innerhalb kurzer Zeit der Bestand reguliert werden. Dem Beispiel folgten noch mehr Nationalparks in Spanien bis Ende 2017.

## Jagd mit dem Bogen weltweit

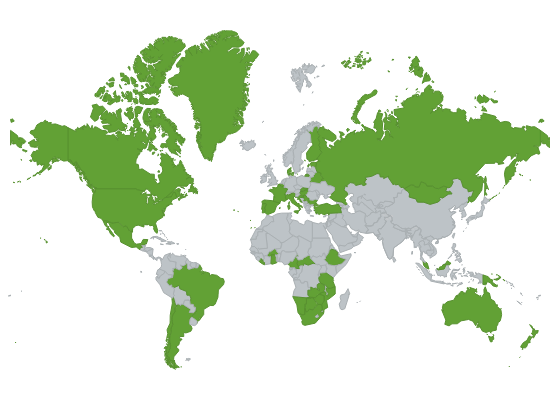
Länder, in denen zur Zeit die Bogenjagd erlaubt ist

Die Jagd mit dem Bogen wird in vielen Ländern der Erde nach wie vor durchgeführt und nimmt in ihrer Verbreitung stetig zu. Als Ursprungsland der modernen Bogenjagd gelten ganz klar die Vereinigten Staaten von Amerika.

### Die Bedeutung der Jagd mit dem Bogen in den USA
In den USA gibt es laut einer Studie der Archery Trade Association (ATA)Studie aus dem Jahr 2015 11,8 Millionen Jäger, die in der einen oder anderen Form mit dem Bogen jagen. Damit kommen auf einen Jagdscheininhaber alleine in Deutschland ca. 33 Jäger mit dem Bogen in den USA (Stand 2015).
Die Jagd mit dem Bogen ist in den USA ein relevanter Wirtschaftszweig mit stetem Wachstum. Zudem ist sie in allen Gesellschaftsschichten verbreitet; auch Kinder und Jugendliche jagen mit dem Bogen. Aus diesem Grund wird der einschlägige Ausrüstungsmarkt von US-amerikanischen Herstellern dominiert. Auch das wesentliche Wissen über die technischen Aspekte der Ausrüstung sowie über Jagdtaktiken, Strategien und Berichten zu Jagdfolgen ist klar von amerikanischen Bogenjägern dominiert.

### Jagd mit dem Bogen in Europa

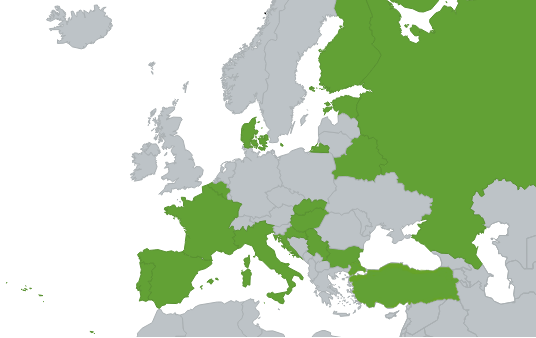
Bogenjagd Europakarte

Die Bogenjagd hat in Europa in allen Regionen und Ländern seit der Steinzeit Spuren hinterlassen. Der Bogen wurde aber mit der Erfindung von Feuerwaffen und schon vorher mit dem Aufkommen der Armbrust rasch verdrängt. Die für die Beherrschung des traditionellen Bogens notwendige Übung und damit zusammenhängender Zeitaufwand war schon vor Jahrhunderten eine Tatsache, die durch die Annehmlichkeiten und Effizienz der weiterentwickelten Feuerwaffen gerne umgangen wurde.
Nichtsdestoweniger hat sich aber das Interesse an der Jagd mit dem Bogen in Europa in allen Epochen stets erhalten. Dies wird gut, durch die Liste der Wiedereinführung der Jagd mit Pfeil und Bogen in verschiedenen europäischen Ländern gezeigt. Wenngleich die Teilnahme an dieser Jagdart in Europa gegenüber den USA beispielsweise eher gering war. Wesentlicher Grund hierfür ist sicherlich der Umstand, dass in manchen europäischen Ländern die Jagd mit Pfeil und Bogen gesetzlich untersagt wurde. Mit vertretbarem Aufwand ist es heute jedoch nicht mehr möglich herauszufinden, weshalb und wann genau man die Jagd mit dem Bogen in diversen Ländern, untersagt hat.
Es gibt aber in der modernen Geschichte der Bogenjagd ein paar Meilensteine für die Wiedereinführung der Jagd mit dem Bogen in Europa, die gesondert hervorgehoben werden können:
| Nr. | Datum | Europa             | Kommentar |
| --- | ----- | ------------------ | --- |
| 18  | 2019  | Russland           | Russland erlaubt Jägern mit Jagdschein die Jagd mit dem Bogen landesweit |
|     | 2017  | Dänemark           | In Dänemark darf alles Wild mit Pfeil und Bogen gejagt werden |
|     | 2017  | Finnland           | Finnland weitet die Bogenjagdmöglichkeiten auf das restliche Schalenwild mit Ausnahme vom Elchwild aus |
| 17  | 2016  | Wallonische Region | Die Belgische Region Wallonien erlaubt die Bogenjagd nach einer Klage und folgenden richterlichen Entscheidung, dass die jagdrechtlichen Vorschriften dieser Region die Jagd mit Pfeil und Bogen nicht untersagen |
| 16  | 2014  | Belarus            | Das novellierte Jagdgesetz in Belarus führt die Bogenjagd aus alles Jagdwild und in allen Regionen ein |
| 15  | 2013  | Türkei             | Die Bogenjagd wird in der Türkei offiziell im Jagdgesetz verankert (bis dato per Genehmigung erlaubt und praktiziert)                                                                                             |
| 14  | 2013  | Estland            | Estland legalisiert die Bogenjagd auf Niederwild und Biber |
|     | 2013  | Grönland           | Grönland reguliert die Bogenjagd auf wildlebendes Renwild (Karibu) |
| 13  | 2012  | Grönland           | Grönland reguliert die Bogenjagd auf Moschuswild |
|     | 2011  | Frankreich         | Frankreich vereinfacht die Ausrüstungsvorschriften, lässt die Verwendung mechanischer Jagdspitzen zu, entfernt die Vorschriften bezüglich der Mindestlänge des Bogens und Mindestpfeilgewicht                     |
| 12  | 2009  | Slowakei           | Die Slowakei führt gesetzliche Rahmenbedingungen für die Bogenjagd in Jagdgattern ein |
| 11  | 2009  | Bulgarien          | Bulgarien novelliert die jagdgesetzlichen Vorschriften und erlaubt die Bogenjagd auf gesamtes jagdbares Wild |
|     | 2008  | Frankreich         | Frankreich lockert die Vorschriften zur Zulassung von Gastjägern und Jugendlichen zur Jagd mit Pfeil und Bogen |
| 10  | 2006  | Åland              | Die unabhängige finnische Inselregion Aland legalisiert die Bogenjagd |
|     | 2005  | Dänemark           | Dänemark führt formale gesetzliche Vorschriften zur Jagd mit Pfeil und Bogen ein |
|     | 2003  | Frankreich         | Frankreich ändert die Vorschriften für die Bogenjagd und erlaubt nun auch kürzere Bögen und mechanische Ablasshilfen                                                                                              |
|     | 2001  | Finnland           | Finnland ändert die Bedingungen für die Bogenjagd und erlaubt neben dem Niederwild auch die Jagd auf Rehwild und Biber.                                                                                           |
|     | 1999  | Dänemark           | Dänemark reguliert die Bogenjagd auf Reh- und Niederwild |
| 9   | 1997  | Spanien            | Spanien erlässt formale Regelungen für die Jagd mit Pfeil und Bogen |
| 8   | 1995  | Frankreich         | Frankreich erlässt formale Regelungen für die Bogenjagd. Rechtliche Basis ist die Klage eines Einzeljägers auf das Recht zur Ausübung dieser Jagd basierend auf den gültigen jagdrechtlichen Rahmenbedingungen    |
| 7   | 1993  | Ungarn             | Ungarn legalisiert die Jagd mit Pfeil und Bogen |
| 6   | 1993  | Finnland           | Finnland erlässt formale Regelungen für die über Jahrhunderte praktizierte aber formalrechtlich nicht regulierte Bogenjagd ein                                                                                    |
| 5   | 1992  | Italien            | Italien führt die Bogenjagd als zulässige Jagdmethode im übergreifenden Bundesjagdgesetz an |
| 4   | 1992  | Litauen            | Litauen legalisiert die Bogenjagd (die Bogenjagd wurde später aus waffenrechtlichen Gründen wieder untersagt) |
| 3   | 1986  | Portugal           | Portugal erlässt gesetzliche Rahmenbedingungen für die Einführung der Bogenjagd |
| 2   | 1967  | Dänemark           | Dänemark erteilt persönliche Lizenzen für die Bogenjagd |
| 1   | 1945  | Serbien            | Die jugoslawische Republik Serbien reguliert Jagd mit Pfeil und Bogen |

## Einstieg in die Jagd mit Pfeil und Bogen

### Ausbildung und Bogenjagdschein
Es gibt keine einheitlichen Vorschriften in den verschiedenen Ländern Europas, wie eine Ausbildung mit Prüfung für die Jagd, und speziell für die Jagd mit Pfeil und Bogen absolviert werden soll.

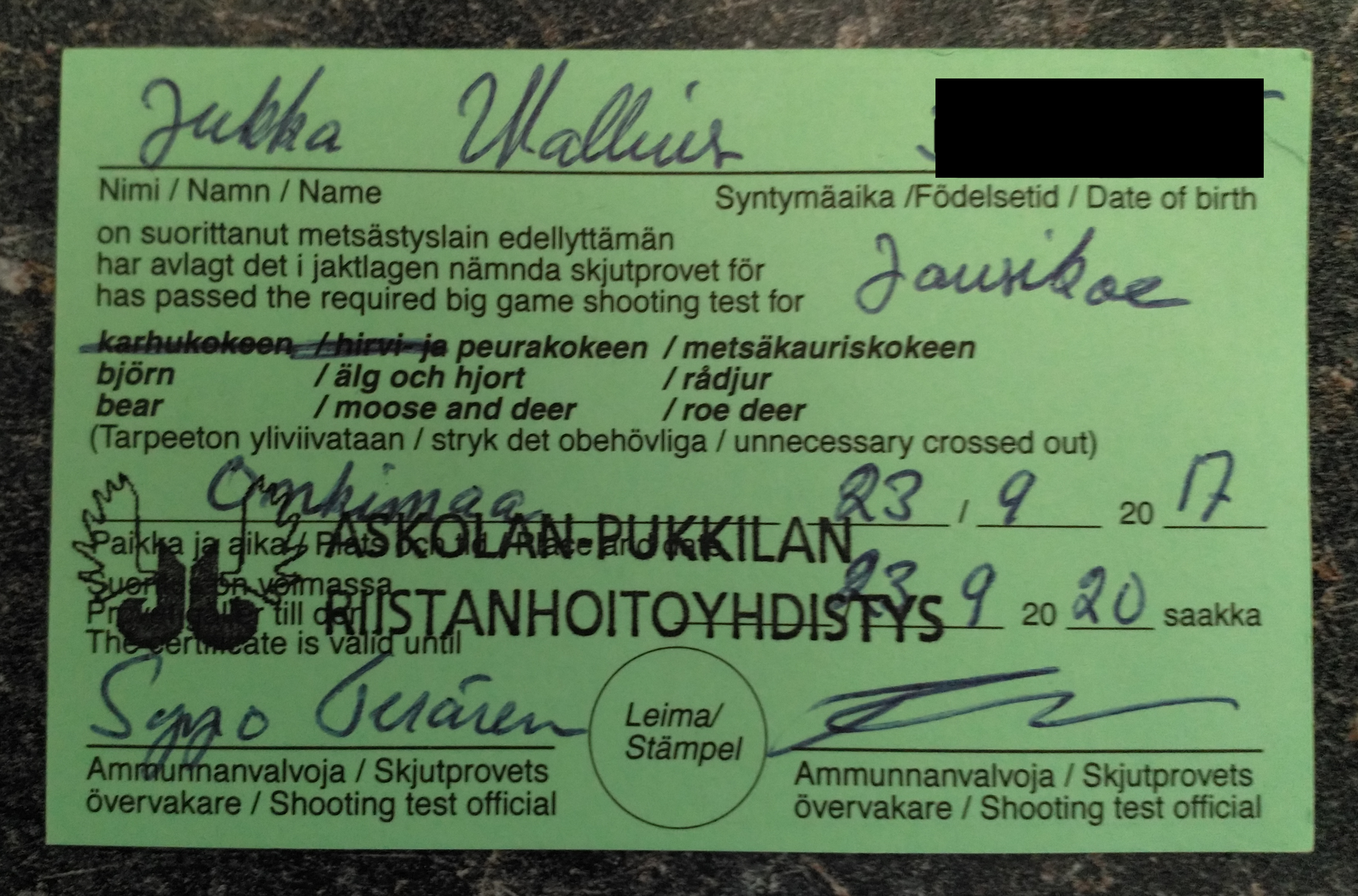
Finnischer Jagdschein für Bogenjäger

Die meisten Ausbildungskonzepte für die Jagd mit dem Bogen bauen, auf dem IBEP (International Bowhunter Education Program) des NBEF (National Bowhunter Education Foundation) auf, die im Vergleich zur Jagd mit der Büchse, als einzige weltweit angeboten wird.
Die Ursprünge dieses umfassenden und vielfach erprobten Ausbildungskonzeptes gehen in die 1970er Jahre zurück, als Bill Wadsworth ein erstes Konzept in den USA erarbeitete. Seither, wird dieses Programm stetig weiter entwickelt und modernen Herausforderungen der Bogenjagd angepasst. Die Anforderungen bei dieser Ausbildung sind beispielsweise mit denen des Falknerscheins oder den Anforderungen zur Fallenjagd vergleichbar.
Hintergrund der Entwicklung eines standardisierten Ausbildungskonzepts in den USA, waren zum frühen Zeitpunkt der Bogenjagd in Amerika, die verbesserungswürdigen Trefferquoten der US-amerikanischen Bogenjäger. Erst mit der nachfolgenden, verpflichtenden Einführung des IBEP Ausbildungsprogramms in immer mehr Bundesstaaten der USA, sowie der konsequenten Weiterentwicklung des Equipments, konnte man bessere Trefferquoten, bei den US-amerikanischen Bogenjägern, in der darauffolgenden Zeit feststellen.
Die europäischen Länder haben eine deutlich jüngere Vergangenheit in Bezug auf die moderne Bogenjagd. Hier wurde erst Mitte der 1990er Jahre im größeren Stil damit begonnen die Bogenjagd wieder zuzulassen. Im Unterschied zu den Amerikanern, setzten die Europäer von vornherein darauf, bereits ausgebildeten Jägern mit Jagdschein, die sich durch eine Zusatzausbildung für die Bogenjagd nach IBEP Richtlinien weiterqualifizierten, die Jagdausübung mit dem Bogen zu erlauben.
Die verpflichtenden Schießprüfung der meisten europäischen Verbände, bei der eine Trefferquote von mindestens 83 % erfüllt werden muss, sichert die Ausführungsqualität der Jagd mit dem Bogen nachhaltig. Darüber hinaus, muss beispielsweise in Ländern wie Deutschland oder Dänemark, die Schießprüfung alle 5 Jahre wiederholt werden, um die Gültigkeit des Bogenjagdscheins zu verlängern. Das europäische Konzept steht somit für ein hohes Ausbildungsniveau des Jägers mit Büchse und Bogen.
Der Erfolg des europäischen Modells zeigt sich unter anderem auch in den guten Trefferquoten europäischer Bogenjäger, welche in der „Dänischen Verwundungsstudie“ zu verzeichnen waren.
Auch das Schwarzwild-Programm der Umweltbehörden von Madrid, zeigt den Erfolg des Ausbildungskonzeptes der Europäer in der jüngeren Vergangenheit. So mussten die Stadtjäger, eine zusätzliche und sehr anspruchsvolle Schießprüfung zur Zulassung für die Jagd im Stadtgebiet von Madrid absolvieren. Hierbei steht die Sicherheit an vorderster Stelle. Seit seinem Beginn im Jahr 2011 wurden schon viele hundert Stück Schwarzwild im Stadtbereich sicher erlegt.
In den Ländern Deutschland, Österreich und der Schweiz ist die Jagd mit Pfeil und Bogen aktuell nicht erlaubt, trotzdem bieten die offiziellen Bogenjagdvereine eine anspruchsvolle, mehrtägige Ausbildung mit Abschlussprüfung an, die auf dem IBEP Ausbildungskonzept basiert. Ihr Ziel ist es, ihre Mitglieder bestmöglich für eine weidgerechte Jagdausübung im Ausland vorzubereiten. Abgehalten werden diese Kurse von IBEP Instruktoren, welche durch NBEF akkreditierte Master Instruktoren zertifiziert sind.

### Erstausrüstung
Neben einem passenden Bogen für die Jagd, den funktionalen Anbauteilen wie Pfeilauflage und Visier und den passenden Jagdpfeilen mit Jagdspitzen ist auch Tarnkleidung wichtig. Ein Entfernungsmesser ist ein wesentliches Werkzeug um den Treffer weidmännisch anzutragen. Eine Abzugshilfe, das sogenannte Release, erhöht bei Compoundbögen die Präzision und gehört ebenfalls zur Grundausrüstung. Eine detaillierte Diskussion der Ausrüstungsgegenstände ist auch immer Teil der Bogenjägerausbildung nach den IBEP Statuten. Der Bogen wie auch die Pfeile gelten im deutschsprachigen Raum als Sportgerät und können von jeder Person käuflich erworben werden.

## Verbände und ihre Aufgaben

### European Bowhunting Federation (EBF)

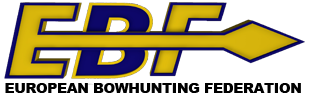
Logo des EBF

Auf europäischer Ebene gibt es mit der European Bowhunting Federation (kurz EBF) einen Dachverband, in welchem bis Ende 2017 insgesamt 28 europäische nationale Bogenjagdvereine vertreten sind. Die EBF (ursprünglich European Bowhunting Association – EBA) wurde 2003 in Helsinki gegründet und folgte der Organisation Federation Europeenee de’s Chasseurs A’lArc (FECA) nach, welche 1989 gegründet wurde. Der Internationale Rat zur Erhaltung des Wildes und der Jagd (CIC) hat mit der Arbeitsgruppe „Bogenjagd“ den Prozess der Etablierung einer europäischen Initiative zur Bogenjagd immer aktiv unterstützt. Die EBF ist ein nach dem finnischen Gesetz eingetragener Verband. Heutzutage hat der europäische Dachverband Kontakte in bis zu 30 Länder oder unabhängige Provinzen, von denen viele aktive Mitglieder sind. Seit dem Jahr 2014 ist die EBF assoziiertes Mitglied der Vereinigung Europäischer Jagdverbände – FACE, welcher die Bogenjagd als jagdliches Kulturerbe des Menschen betrachtet.
Die Hauptziele des EBF können wie folgt zusammengefasst werden:
- Die Förderung der weidgerechten Bogenjagd in Europa vereinbar mit der anerkannten und nachhaltigen Nutzung natürlicher und nachwachsender Wildressourcen.
- Bereitstellung von Informationen zur Bogenjagd und Unterstützung nationaler Bogenjagdverbände bei den Bemühungen zur Wiederzulassung der Bogenjagd in den einzelnen Mitgliedsländern.
- Die Förderung und Koordination der Jagd mit dem Bogen in Ausbildungsprogrammen in Zusammenarbeit mit nationalen Organisationen, die die Bogenjagdausbildung in den jeweiligen Ländern anbieten.
- Herstellung von Kontakten zwischen Bogenjagdvertretern einerseits und Behörden, Regierungsvertretern sowie Jagdbehörden in den Mitgliedsländern andererseits.

### Bowhunting Federation Austria (BFA)

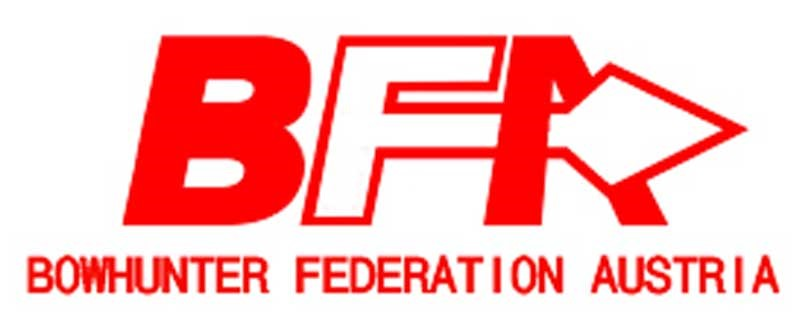
Logo der Bowhunting Federation Austria

Der Österreichische Bogenjägerverein – Bowhunter Federation Austria (BFA), ist der einzige Bogenjagdverein in Österreich.
Der Verein bezweckt in erster Linie die Förderung der Jagd mit Pfeil und Bogen, die Aufklärung der Öffentlichkeit bezüglich der Besonderheiten und Fakten der Bogenjagd und die Aus- und Weiterbildung der Mitglieder. Die BFA ist Mitglied im Europäischen Dachverband EBF.
Der Vereinszweck soll durch folgende Tätigkeiten und Aktivitäten verwirklicht werden:
- Bogenjäger nach den Regeln des IBEP (International Bowhunter Education Program) auszubilden und zu prüfen,
- die Abgabe eines Ausweises nach bestandener Prüfung der von allen Ländern, wo die Bogenjagd erlaubt ist, anerkannt wird,
- Bemühungen zur Gesetzesnovellierung, um die Bogenjagd in Österreich wieder einzuführen und
- die Zusammenarbeit mit übernationalen Bogenjagdverbänden.

Die Voraussetzung für den Erwerb der aktiven Vereinsmitgliedschaft in der BFA ist einerseits das Vorliegen der generellen österreichischen Jagdprüfung (oder vergleichbaren Nachweises aus dem EWR Raum) und andererseits eine bestandene Bogenjagdprüfung nach IBEP.

### Deutscher Bogenjagd Verband (DBJV)

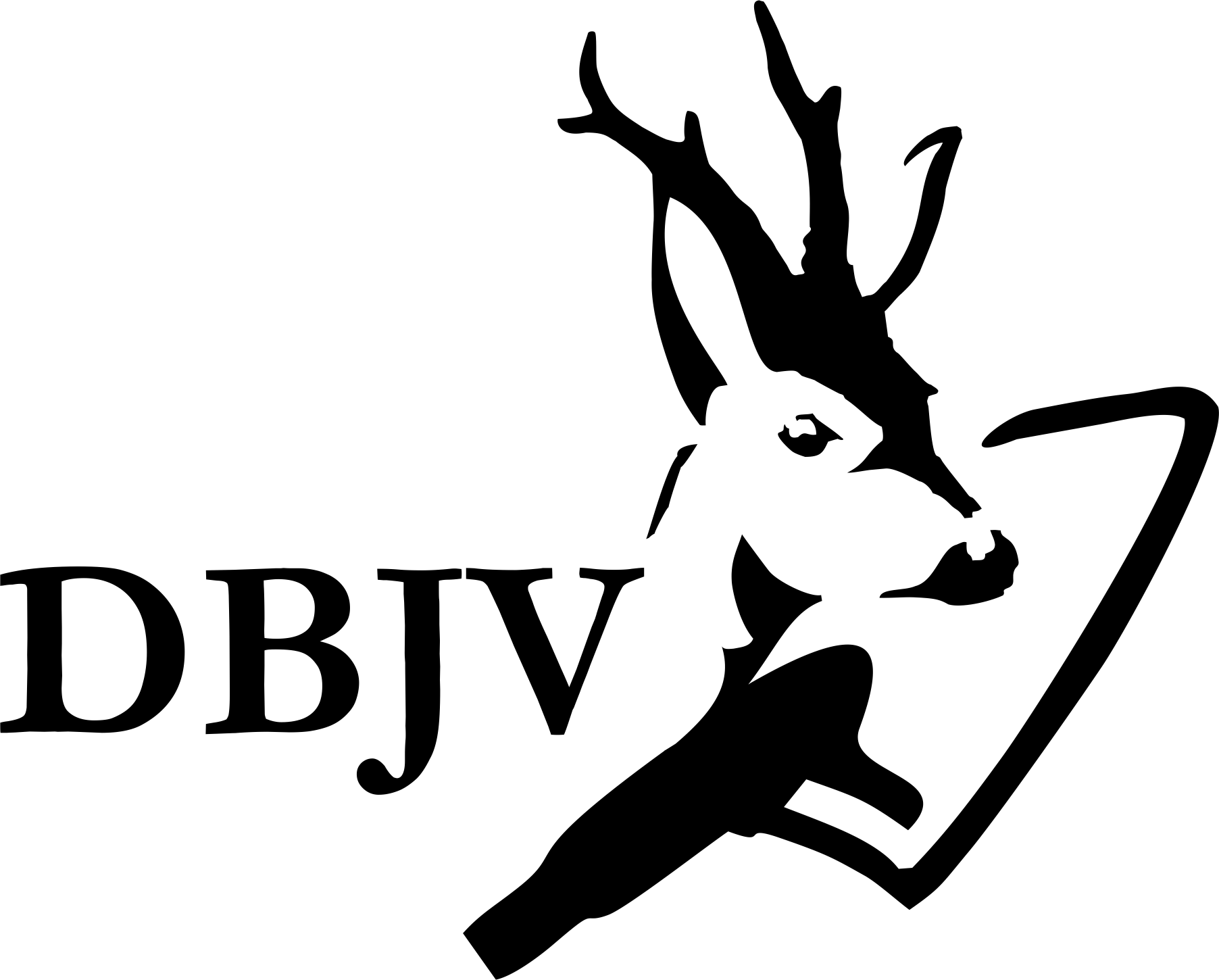
Logo Deutscher Bogenjagd Verband (DBJV)

Der Deutsche Bogenjagd Verband e. V. (DBJV) wurde 1999 als Dach- und Fachverband für deutsche Bogenjäger gegründet und ist Gründungsmitglied der EBF.
Vorrangige Ziele des Verbandes, welche den Vereinszweck verwirklichen sollen, sind:
- fachliches und sachliches Informieren der Öffentlichkeit über die heutige Jagd mit Pfeil und Bogen,
- Fördern, beraten und unterstützen fachbezogener wissenschaftlicher Forschungsarbeiten,
- Vergabe von Forschungsaufträgen,
- Ausbilden und Prüfen der Mitglieder nach den Regeln des IBEP (International Bowhunter Education Programm) und anschließender Ausgabe des deutschen Bogenjagdscheins, welcher in vielen Ländern anerkannt wird,
- Erhalt und Förderung der Bogenjagd als Kulturgut.

Die Mitgliedschaft gliedert sich in ordentliche und außerordentliche Mitglieder ohne Stimmrecht.

### Verband Schweizer Bogenjäger (VSBJ)
Der Verband Schweizer Bogenjäger (VSBJ) ist die Dachorganisation für alle an der Bogenjagd interessierten Jäger und Bogenschützen sowie alle Bogenjagdvereine in der Schweiz. Mitglieder können Jäger wie Bogenschützen sein. Der Verband ist Mitglied der European Bowhunting Federation (EBF). Der VSBJ betreibt Öffentlichkeitsarbeit über die Bogenjagd und pflegt die Zusammenarbeit mit Behörden sowie mit anderen nationalen und internationalen Organisationen.
Langfristiges Ziel des Verbandes ist die Wiedereinführung der Bogenjagd in der Schweiz.
Der Verband setzt sich für eine seriöse Bogenjägerausbildung in Ergänzung zur Jagdausbildung sowie für ausgewählte Einsatzbereiche der Bogenjagd ein.

### Der Bogenjäger – das Magazin der deutschsprachigen Verbände
Der Bogenjäger ist ein zweimal jährlich erscheinendes Magazin über die Jagd mit Pfeil und Bogen. Es wurde auf Initiative des österreichischen Verbandes BFA 2016 ins Leben gerufen. Ziel des Druckwerks ist es, den Mitgliedern der deutschsprachigen Verbände ein verbindendes und informatives Medium zu geben, mit dem sie sich über Technik, Ausbildung und Aktivitäten sowie interessante Jagden informieren können.

## Rechtliche Situation in Europa
Es gibt derzeit keine umfassende Studie bzw. Sammlung jagdgesetzlicher Rahmenbedingungen mit Pfeil und Bogen der einzelnen europäischen Staaten. Die Bogenjagd in Europa ist analog zu der Jagd mit Feuerwaffen unterschiedlich geregelt. Der Bogen gilt in den europäischen Ländern, in denen mit Pfeil und Bogen gejagt wird, nach wie vor als Sportgerät. Jedoch verpflichtet die EU Habitat Richtlinie 92/43/EWG die Mitgliedsstaaten zu bestimmten jagdrechtlich relevanten Vorschriften bezüglich verbotener Jagdmethoden und Hilfsmittel. Diese Verbote betreffen alle im Anhang IV der Richtlinie genannten, als besonders schützenswert erachteten Wildarten wie z. B. die Gams, Braunbär, Luchs, Wolf etc. Im Anhang VI der verbotenen Jagdmethoden ist die Armbrust explizit als verbotene Jagdwaffe angeführt.
Davon unberührt steht es aber den Mitgliedsstaaten frei, Pfeil und Bogen für die nachhaltige Jagd dieser Wildarten als Jagdmethode einzusetzen. Dies wird auch von europäischen Ländern, in denen die Bogenjagd zugelassen ist und welche die Richtlinie ratifiziert haben, entsprechend umgesetzt. Darauf aufbauend ergeht sich auch die EU Charta über die Jagd und Biodiversität (verfasst und verabschiedet von der Federation of Associations for Hunting and Conservation of the EU) dahingehend, dass auch die Jagd mit Pfeil und Bogen eine mögliche nachhaltige Nutzungsart von europäischen Wildarten darstellen kann.

### Gesetzliche Situation im deutschsprachigen Raum heute

#### Gesetzgebung in Deutschland
Das Bundesjagdgesetz (BJagdG) vom 28. September 1976 gilt als Rahmengesetz für viele Länder der Bundesrepublik. Allerdings ist zu bemerken, dass zum Beispiel die Durchführungsverordnung des Jagd-und-Wildtiermanagement-Gesetzes in § 19 DVO JWMG von Baden-Württemberg, gültig mit dem 18. April 2015, für sich alleinstehend und nicht dem BJG nachgestellt ist.
In Deutschland regelt § 19 BJagdG den jagdlichen Umgang mit dem Pfeil und Bogen wie folgt (sogenannte sachliche Verbote):
1. mit Schrot, Posten, gehacktem Blei, Bolzen oder Pfeilen, auch als Fangschuss, auf Schalenwild und Seehunde zu schießen;
Der entsprechende Gesetzestext und die Hintergrundinformationen aus der Vorlage sind in dem Gesetzentwurf der Bundesregierung, Drucksache 7/4285 vom 6. November 1975, Sachgebiet 792, Deutscher Bundestag 7. Wahlperiode, festgehalten. Hier findet sich unter anderem auch die Begründung zum Thema Bogenjagd im Gesetzesentwurf:
Auf welcher Faktenbasis die Bundesgesetzgebung im Jahr 1975 die Bogenjagd verboten hat, also wie die „unzureichende Wirkung“ der Jagdspitze und die „tierquälerische Auswirkung“ exakt nachgewiesen wurden, ist heute nicht mehr nachvollziehbar. Im Bundesarchiv (Referat B 3) finden sich zur Drucksache 7/4285 keine speziellen Unterlagen oder Verweise wie zum Beispiel wissenschaftliche Berichte oder tiermedizinische Gutachten aus dem Bereich universitärer Forschungsliteratur, welche die Entscheidungen in irgendeiner Form begründen und zum damaligen Zeitpunkt nachvollziehbar machen.

#### Gesetzgebung in Österreich
Mit Stand 2017 regeln die entsprechenden Jagdgesetze in den österreichischen Bundesländern in folgenden Abschnitten auch die Jagd mit Pfeil und Bogen:
- Burgenland: § 95 Abs. 1 Z 1 Burgenländisches Jagdgesetz 2017
- Kärnten: § 68 Abs. 1 Z 2 Kärntner Jagdgesetz 2000
- Niederösterreich: § 95 Abs. 1 Z 1 NÖ Jagdgesetz 1974
- Oberösterreich: § 62 Z 3 Jagdgesetz
- Land Salzburg: § 70 Abs. 3 lit. a Jagdgesetz 1993
- Steiermark: § 58 Abs. 2 Z 1 Jagdgesetz 1986
- Tirol (Bundesland): § 40 Abs. 1 lit. c Jagdgesetz 2004
- Vorarlberg: § 20 lit. b Vorarlberger Jagdverordnung

Alle diese Abschnitte, in denen nicht zugelassene Jagdmethoden bzw. Hilfsmittel aufgezählt werden, haben gemein, dass entweder das Jagdprojektil (Bolzen und Pfeile) oder die Jagdwaffen selbst (Bogen oder Armbrust) explizit als verbotene Jagdwaffen angeführt sind. Lediglich das Wiener Jagdgesetz erwähnt im § 90 Abs. 11 nur die Armbrust und nicht noch den Bogen. In § 88 wird aber in weiterer Folge zur Verwendung von Schusswaffen auf Schalenwild darauf hingewiesen, dass Schalenwild nur mit der Kugel erlegt werden darf. Damit scheidet der Jagdpfeil als zulässiges Jagdprojektil aus. Aus diesen Gesetzestexten kann man schließen, dass in Österreich die Jagd mit Pfeil und Bogen generell nicht zugelassen ist.
Auf welcher Basis die einzelnen Landesjagdgesetzgebungen die Bogenjagd in die Aufzählung der verbotenen Jagdmethoden aufgenommen haben, ist nicht nachvollziehbar. Im Rechtsinformationssystem des Kanzleramtes der Republik Österreich finden sich heute hierzu keine weiterführenden Unterlagen, welche die Entscheidungen nachvollziehbar machen. Aus dem Bundesland Oberösterreich ist aber bekannt, dass der Gesetzgeber mit der umfänglichen Aufzählung verbotener Methoden den vermeintlichen Verpflichtungen aus der Ratifizierung der bereits oben erwähnten EU Habitat Richtlinie nachgekommen ist.

#### Gesetzgebung in der Schweiz
Der Pfeilbogen als Hilfsmittel für die Jagd ist auf eidgenössischer Ebene im „Bundesgesetz über die Jagd und den Schutz wildlebender Säugetiere und Vögel“, Jagdgesetz, JSG (Stand am 1. Januar 2018) sowie in der „Verordnung über die Jagd und den Schutz wildlebender Säugetiere und Vögel, Jagdverordnung, JSV“ (Stand am 1. März 2018) in Art. 2 Abs. g JSV geregelt: Für die Jagd verbotene Hilfsmittel sind Armbrüste, Pfeilbögen, Schleudern, Speere, Lanzen, Messer, Luftgewehre und Luftpistolen.
Das erste Bundesgesetz über die Jagd wurde 1875 erlassen und erst im Jahr 1986 revidiert. Doch bereits Jahrhunderte vorher haben die Kantone Verordnungen und ähnliche Dokumente erlassen, welche unter anderem die Anwendung unerwünschter Waffen und Hilfsmittel geregelt haben. Wann und in welchem Dokument der Pfeilbogen explizit verboten wurde, lässt sich nicht mehr rekonstruieren. Fakt ist, dass derzeit eine flächendeckende Jagd in der Schweiz mit Pfeil und Bogen ausgeschlossen ist.
Das Verbot ist jedoch nicht in der sogenannten Berner Konvention (Convention on the Conservation of European Wildlife and Natural Habitats) festgeschrieben. Damit ist auch eine Aufhebung entsprechend einfacher als zum Beispiel bei Gift oder Schlingen. Nähere Bestimmungen hierzu finden sich in dem Übereinkommen über die Erhaltung der europäischen wildlebenden Pflanzen und Tiere und ihrer natürlichen Lebensräume.

## Kritik
Tierschützer lehnen die Jagd und die Bogenjagd grundsätzlich ab.
Im Positionspapier des Schweizer Tierschutz wird folgende Stellungnahme abgegeben: Der Schuss mit Pfeilen verzeiht nicht die geringste Zielungenauigkeit und führt oft zu Durchschüssen ohne garantierte Tötungswirkung. In dem aufgeführten Positionspapier, sind allerdings keine nachvollziehbare Untersuchungen oder weiterführende belegbare Nachweise angegeben.
Tierschutzorganisationen wie Peta, argumentieren in Deutschland mit § 17 Absatz 2b des Tierschutzgesetz. Es besagt, dass keinem Tier erhebliche, länger anhaltende Schmerzen zugefügt werden darf. Dies folgt der Annahme, dass hohe Verwundungsraten bei der Bogenjagd vorkommen würden und es damit zu einem Verstoß dieses Gesetzes kommen könnte. Laut der von Peta aufgeführten US-Quellen, aus dem Zeitraum von 1945 bis 1989, führt demzufolge die Bogenjagd zu erheblichem Tierleid. Demnach wurden zum damaligen Zeitpunkt nur 46 Prozent der getroffenen Tiere tatsächlich getötet, während die geflohenen und verwundeten Tiere oft ein tagelanger Todeskampf erwartet.
Bogenjagdverbände wie die EBF vertreten die Position, dass seit dieser Zeit, die Verwundungsraten wegen deutlich verbesserter jagdlicher Ausrüstung und den in den 1990er Jahren schrittweise eingeführten Ausbildungsprogrammen in USA und Europa nach IBEP, erheblich zurückgegangen sind. Laut neuerer Studien lägen diese nur noch bei 16–17 %.
Siehe auch: #Ausbildung und Bogenjagdschein
Befürworter der Bogenjagd entgegnen auch, dass „der Pfeil […] eine besonders stressarme Art, ein Tier zu töten“ sei und dass die Tiere nach einem Treffer „vielleicht noch acht bis zehn Sekunden“ lebten.
Siehe auch: #Wirkung des Jagdpfeils und der Jagdspitze